# 香港礦業
香港礦業是香港境內開採天然資源的產業，雖然香港地方細小，但因為香港境內在古代曾發生活躍的地殼活動，使香港地形複雜，不但多山多島，礦物和石材資源也比人口、大小及經濟水平與香港相近的城市豐富，因此香港的地質含有較多類型的礦物。不過礦物種類雖多，但分佈分散，缺少單一類型礦物較集中的大型礦床，可供商業開發的礦物蘊藏量偏少。在香港開埠之前，境內已有小規模的礦業生產，在二十世紀初進一步發現可供商業開採的礦物，包括在馬鞍山的鐵礦；針山的鎢礦；大磨刀的石墨礦。但除幾處地點曾經設置礦場作商業開採之外，其餘大部分地方的礦物都缺乏商業開採的經濟價值，也隨著城市的擴展及經濟轉型，開採金屬礦物的礦場都已於1970年代中期停產。自1982年後，香港再沒有發出商業性勘探礦產及開採礦物的經營牌照。 
除金屬礦物之外，香港也有頗多石材資源。在1960年代以前，香港所需的石材原料都是來自本地的石礦場，但到2000年代，大部份採石場都已經關閉，也沒有新設的採石場。現在大部分所需的石材都來自鄰近的地區。截至2024年，香港只有屯門藍地石礦場仍在運作。
土木工程拓展署為規管香港礦業的政府部門。

## 開採歷史

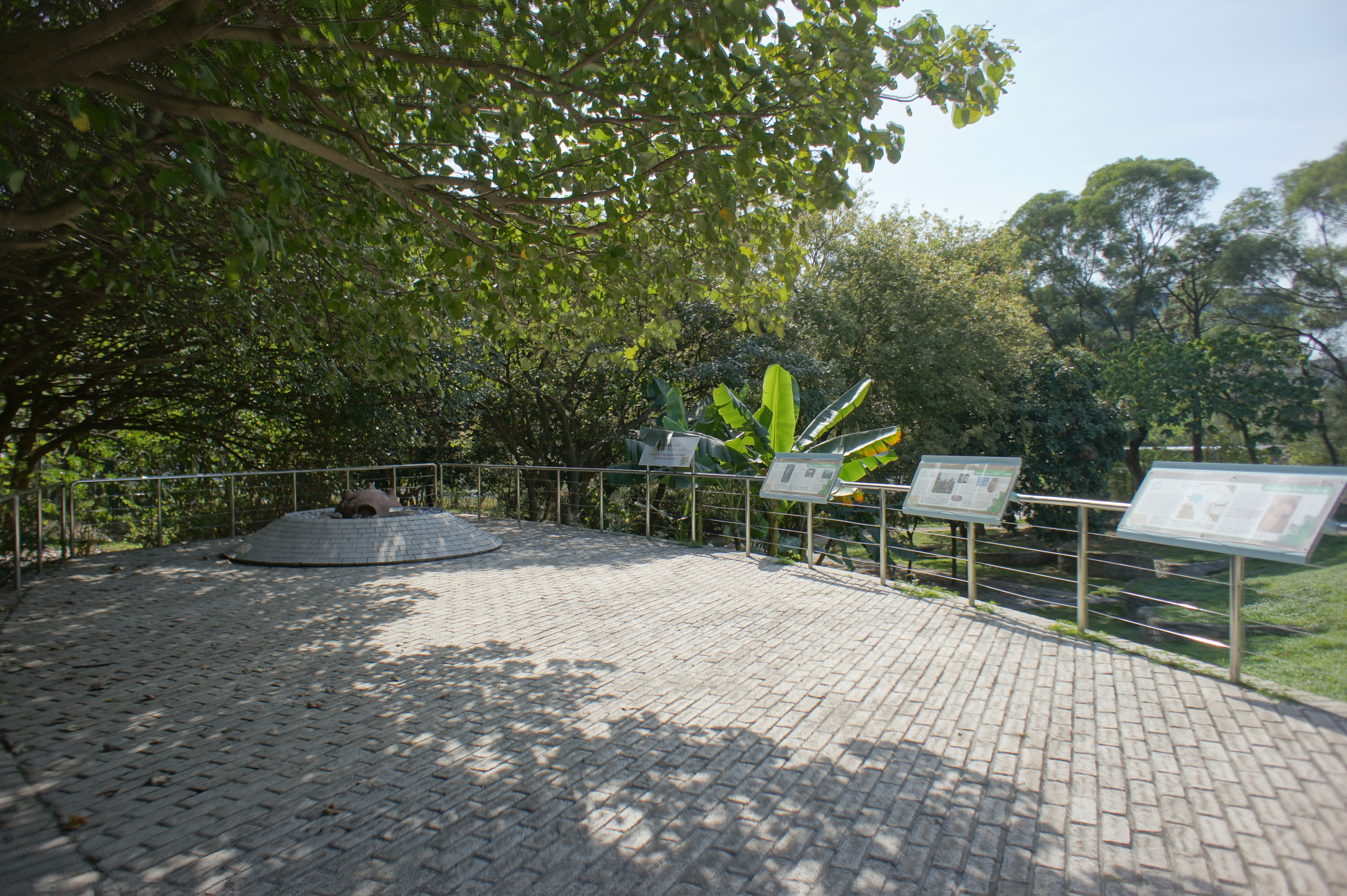
香港國際機場古窯公園內的古窯仿製品及簡介展板

於赤鱲角蝦螺灣，曾發現有元朝時期的鑄爐十三座；雖然發現鑄爐內礦渣的主要成份是鐵，元朝時期的赤鱲角一帶可能有冶鐵業，但是仍然未足夠斷定斷定原址與鑄鐵行業有關。香港國際機場古窯公園設置了一個蝦螺灣鑄爐仿製品及幾幅簡介展板。 

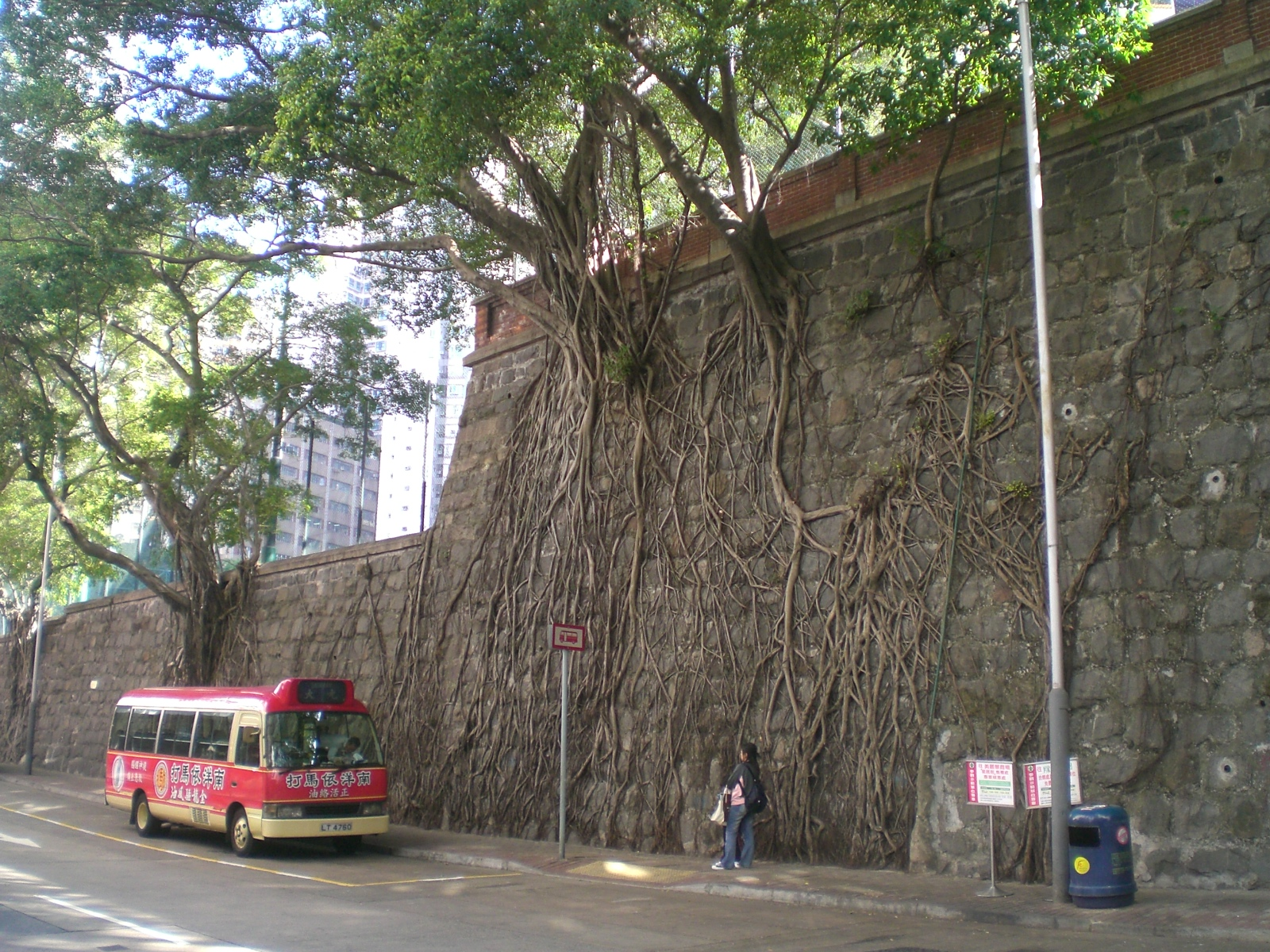
香港早期發展港島時，以花崗岩石牆防止滑坡，亦造就今天的榕樹牆景觀

香港開埠前已經有原居民於山上採礦。在清初時，石塘咀一帶荒蕪的山坡，由於可提供作建築材料之用的花崗岩（麻石），所以吸引了一批以打石為業的惠州客家人到來作小規模的開採。
在最早有文字紀錄於1841年的人口普查──即香港開埠的同一年，記錄出現「公岩」、「掃箕灣」（筲箕灣）、「石塘嘴」等打石村莊（village）和聚落、小村庄（hamlet）。1841年香港開埠時已有礦場超過一百個。不久之後，石礦場受到許可證制度管理。在開埠初期的1844年，香港進行了第一次石礦開採權的招標，當時殖民地政府只用一張合約就批出整個香港島的石礦開採權。同時期的九龍四山也是藉石礦業發展。。1864年，英國獲得九龍半島的主權，不久之後亦以類似香港島的合約方式批出九龍的石礦開採權。1884年，何崑山創辦天華礦業公司。1886年，大嶼山東南部有銀鉛礦藏的開採。
二十世紀初，之前沿用的招標制度修改為以單一礦場批出方式，每份合約逐一招標，合約期由原本1年延長到5年。1907年，政府統計香港所有運作中的石礦場合約，當時港島有5個石礦場，九龍有8個，而新界就有108個。九龍四山之一的茶果嶺，其位置因爲有可以採礦花崗岩及瓷泥的機會，所以不少客家人落腳並聚居於此。此地出產的石塊曾經作為香港終審法院、廣州石室聖心大教堂、虎門炮台等石造建築的材料。1960年代，香港的石料絕大部份都由領有許可證的本地小型石礦場生產，營運者需要定期續證，而且根據開採量向政府繳費。
1970年，政府決定改變礦業政策，開始批出大規模、長期的採礦合約，並逐步廢止小型礦場，當中安達臣道石礦場與藍地石礦場為首批新制礦場。及後，政府再針對小型礦場，施加極其嚴苛的經營條款（包括將許可證有效期縮短至一年，並可隨時停止供應炸藥），從而迫使其盡快交出開採權。隨著平山石礦場因新礦業政策及地鐵工程而於1974年停產，舊制石礦場正式成為歷史。

## 礦藏

### 礦產資源的形成

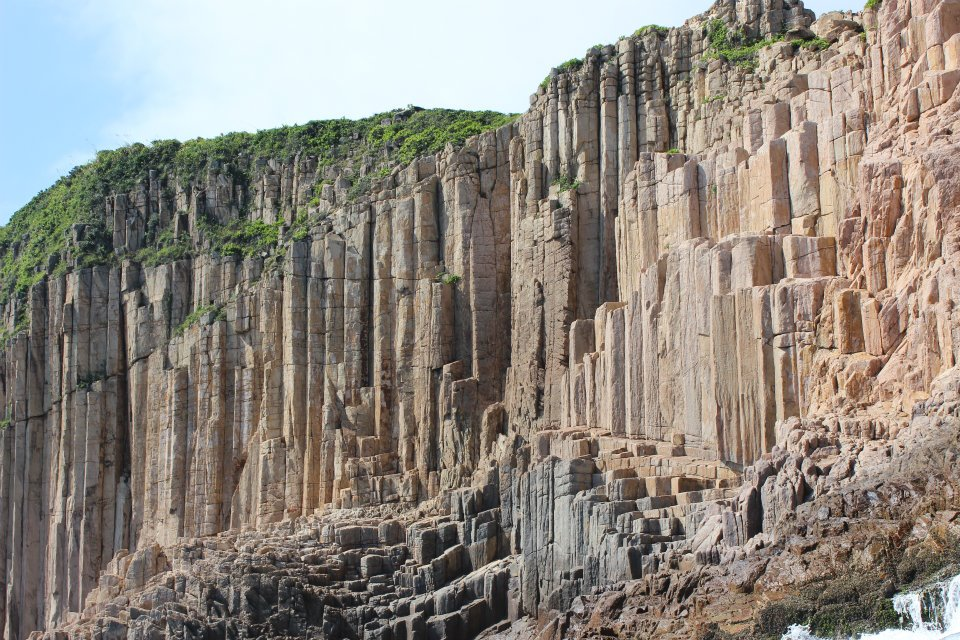
西貢香港地質公園內的凝灰岩石柱

若以千餘平方公里的陸地面積而言，香港的礦物資源是相對豐富。香港的地層主要由中生代的岩漿活動形成，在1億4000年前的遠古時代，香港位處火山活躍地帶，包括在白堊紀時期形成直徑達18公里的糧船灣超級火山，這座火山位於香港東南部（即今萬宜水庫一帶），約於1億4000萬年前曾經發生大爆發，噴發的凝灰成為了今天西貢的岩柱，而冷卻的岩漿就是九龍和港島北部的花崗岩。古代火山的噴發活動，把地層深處的礦物通過岩漿帶到地殼表面，因此香港的地質含有較多類型的礦物，不過礦物種類雖多，但分佈分散，缺少單一類型礦物較集中的大型礦床，可供商業開發的礦物蘊藏量偏少，除幾處地點曾經設置礦場作商業開採之外，其餘大部分地方的礦物都缺乏商業開採的經濟價值。雖然如此，香港的地層及境內的山體含有較多硬度大的花崗岩，適合用作建材，所以在港九新界都曾設有石礦場。不過，隨著市區的擴展，挖掘的污染及爆破對民居的影響，令礦業的運作與城市的發展難以並存。雖然香港境內仍有頗多山體及地層適合開採石材，但很多都位於郊野公園內，屬於受保護地帶，至於在離島開採石材仍處於研究階段，所以石礦場亦走向式微。

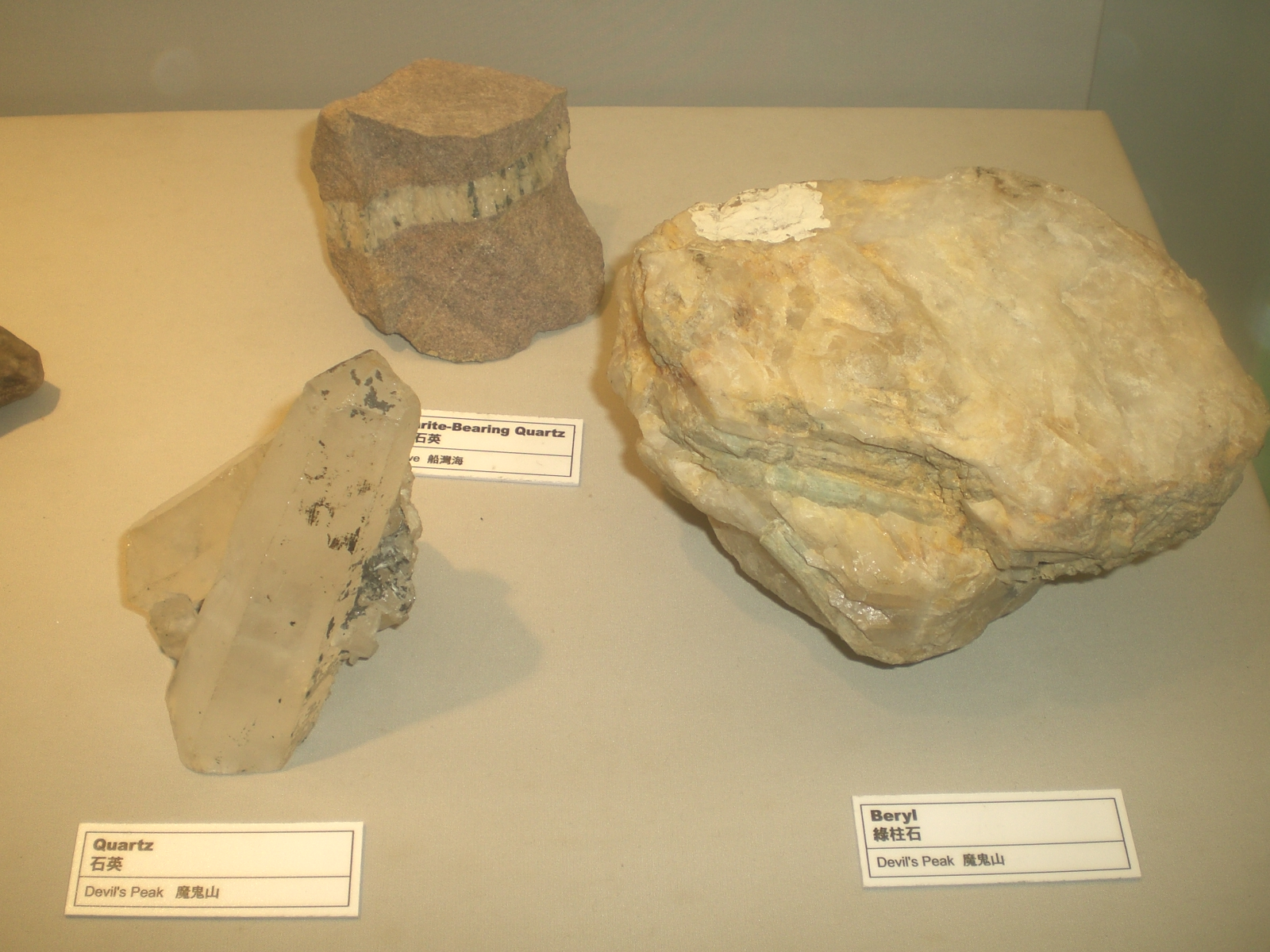
魔鬼山礦產石英和綠柱石

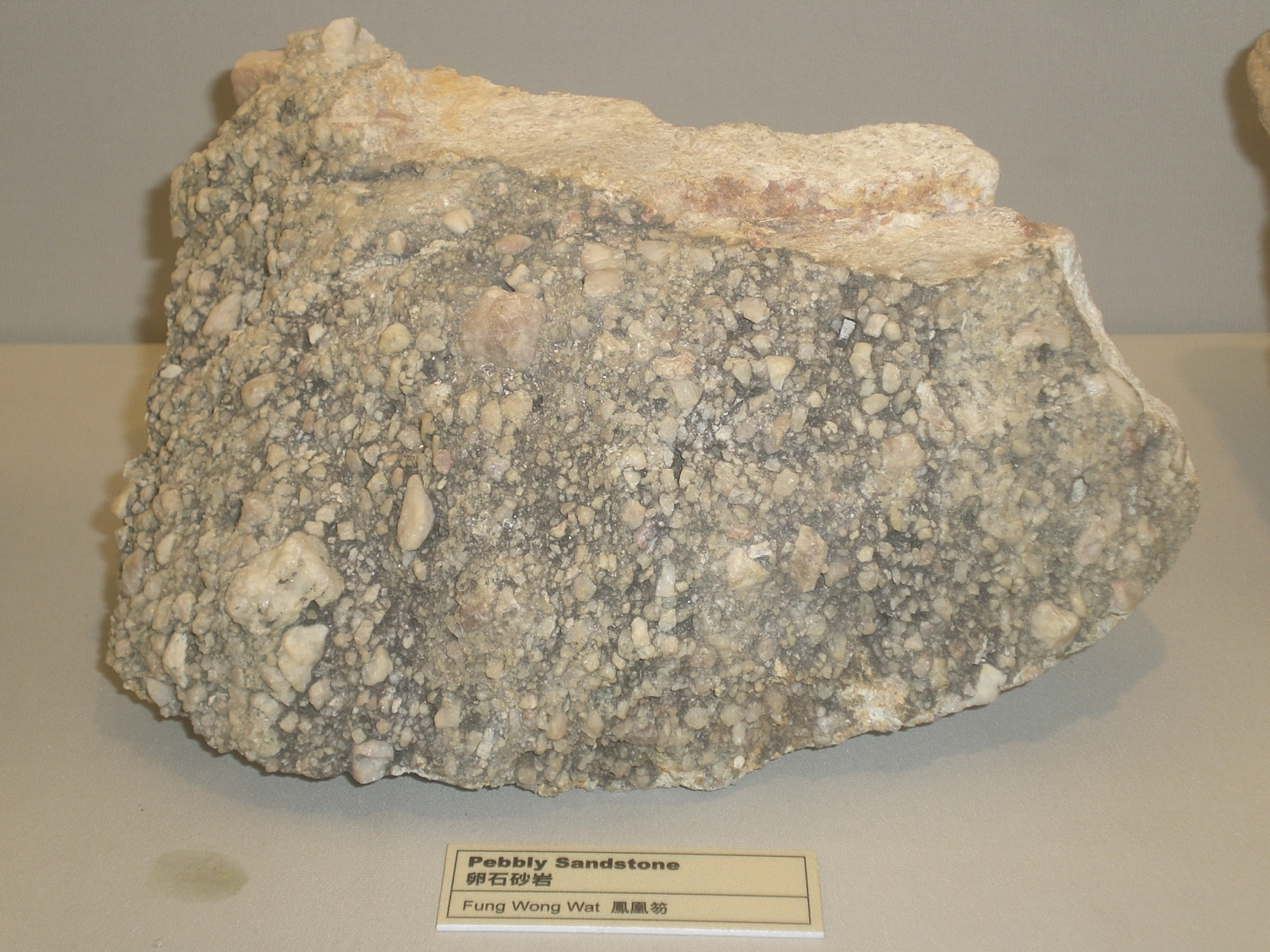
鳳凰笏出產的卵石砂岩

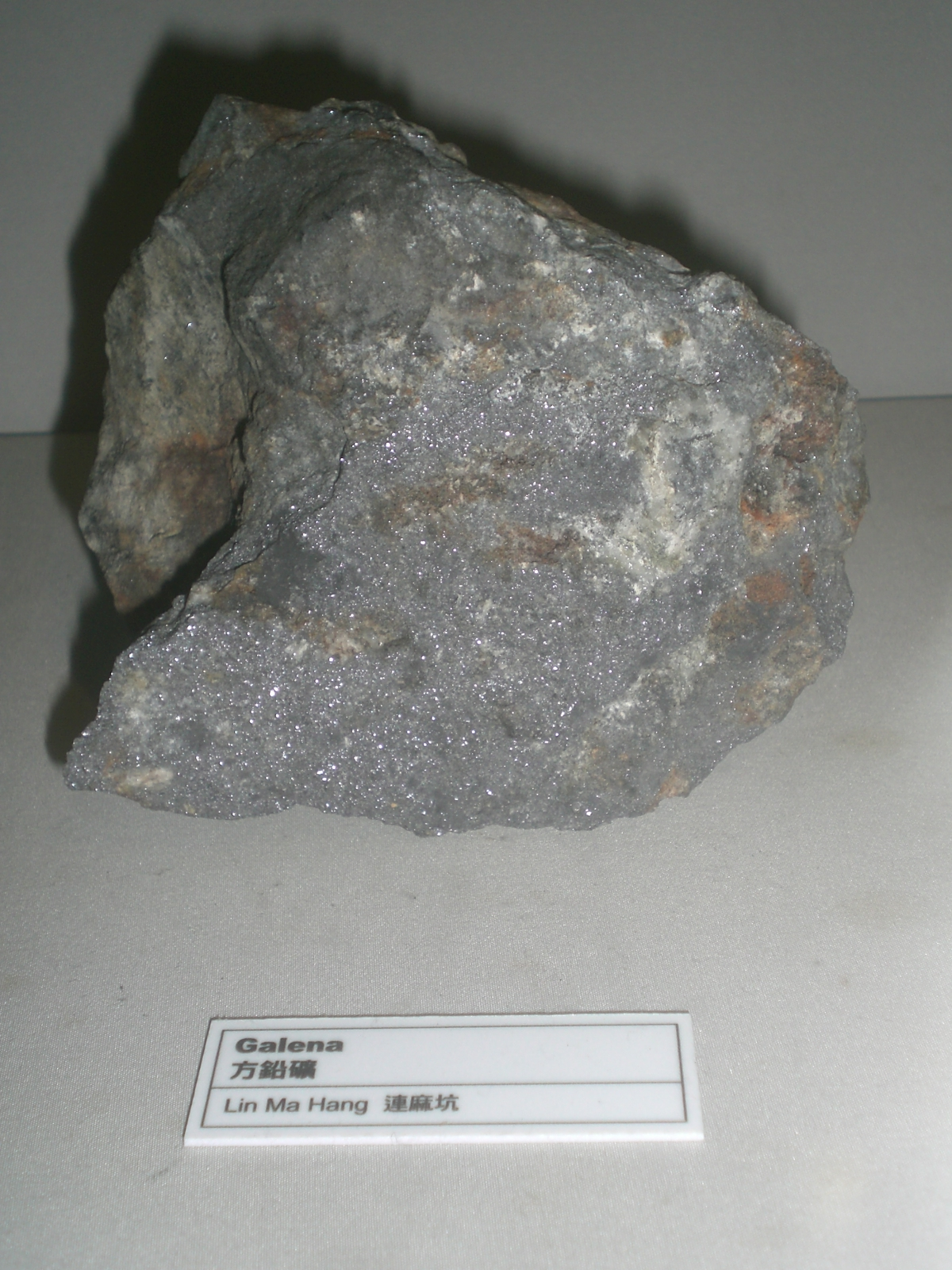
蓮麻坑出產的方鉛礦

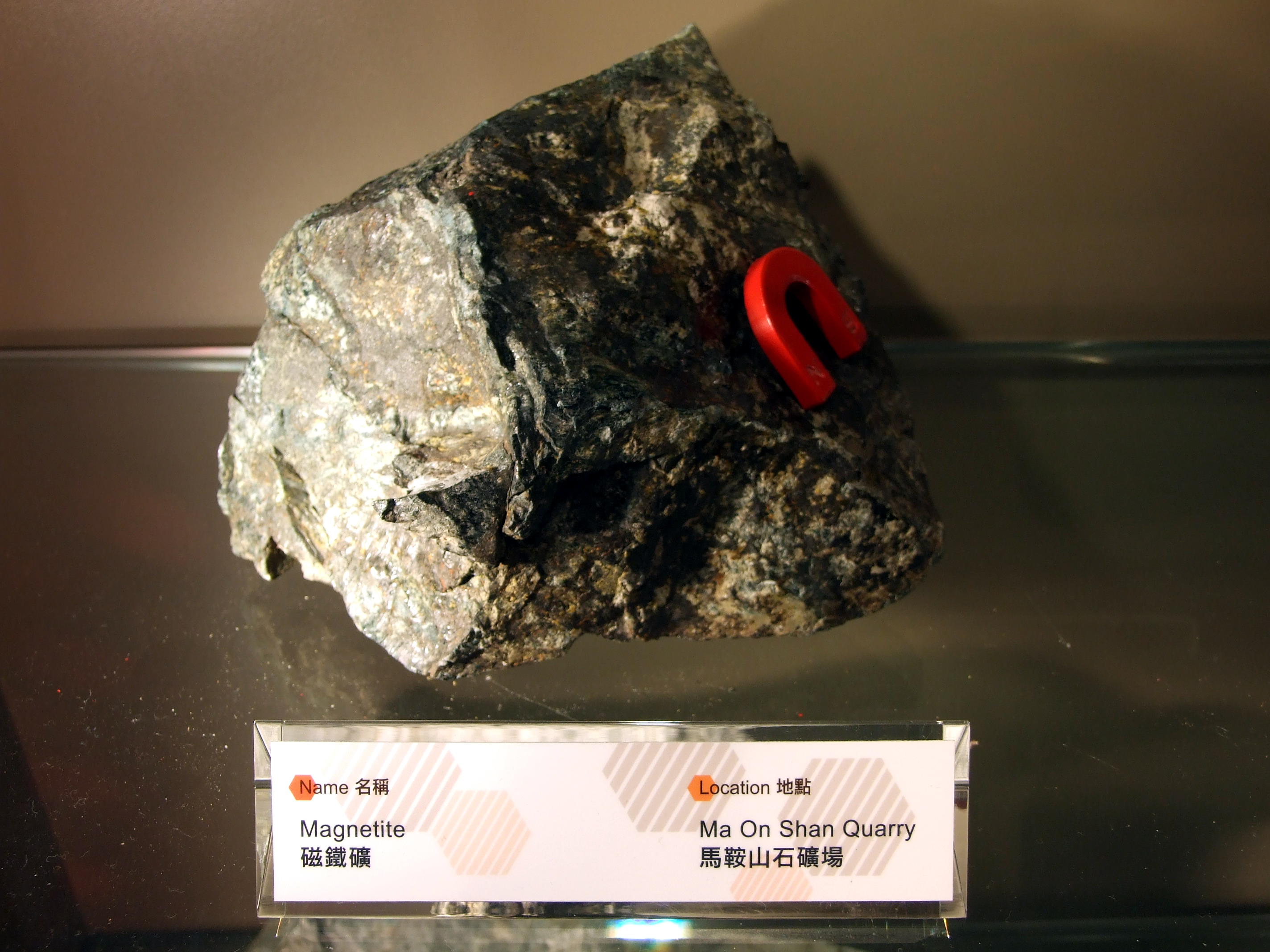
馬鞍山出產的磁鐵礦

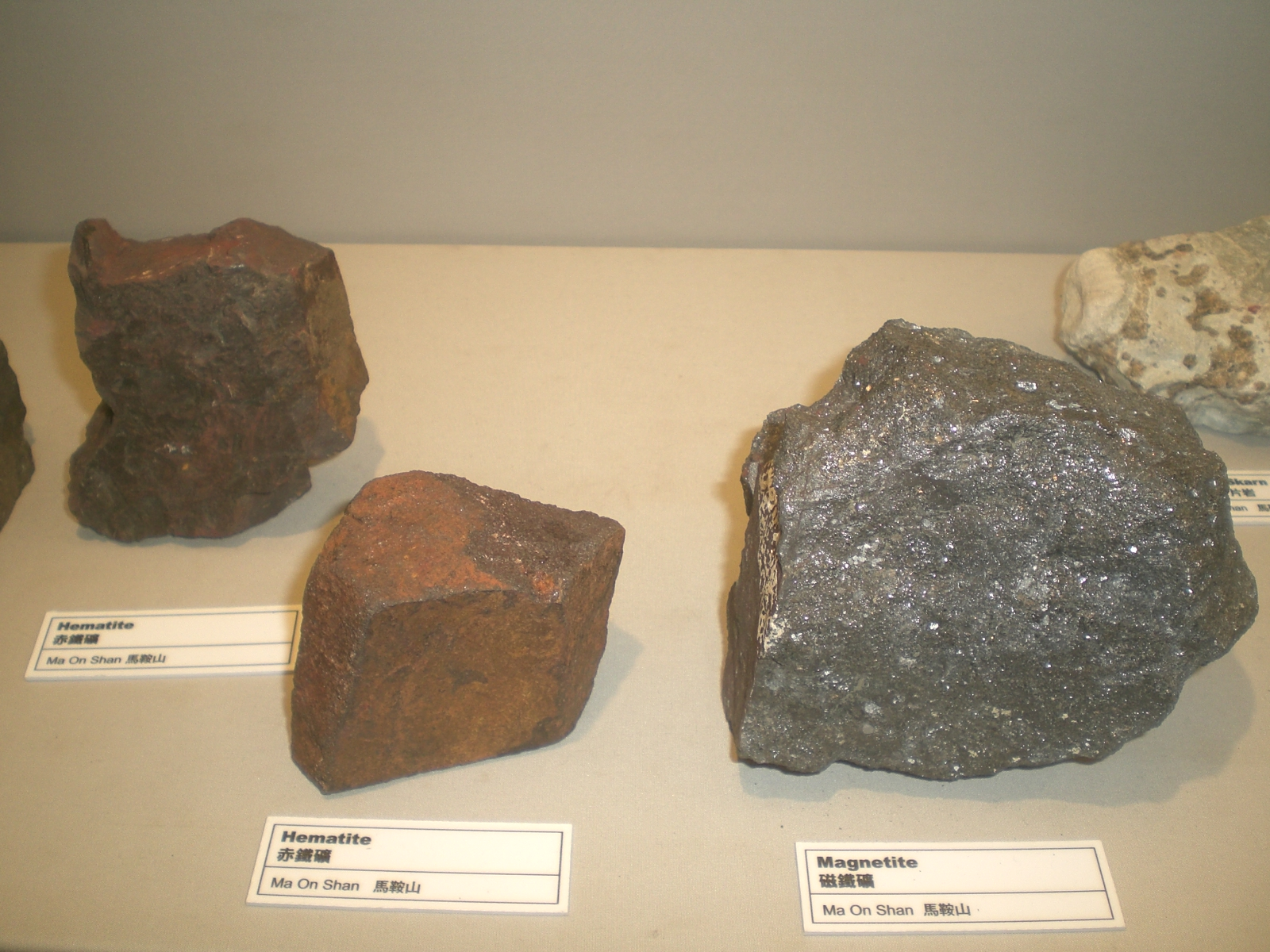
馬鞍山出產的赤鐵礦和磁鐵礦

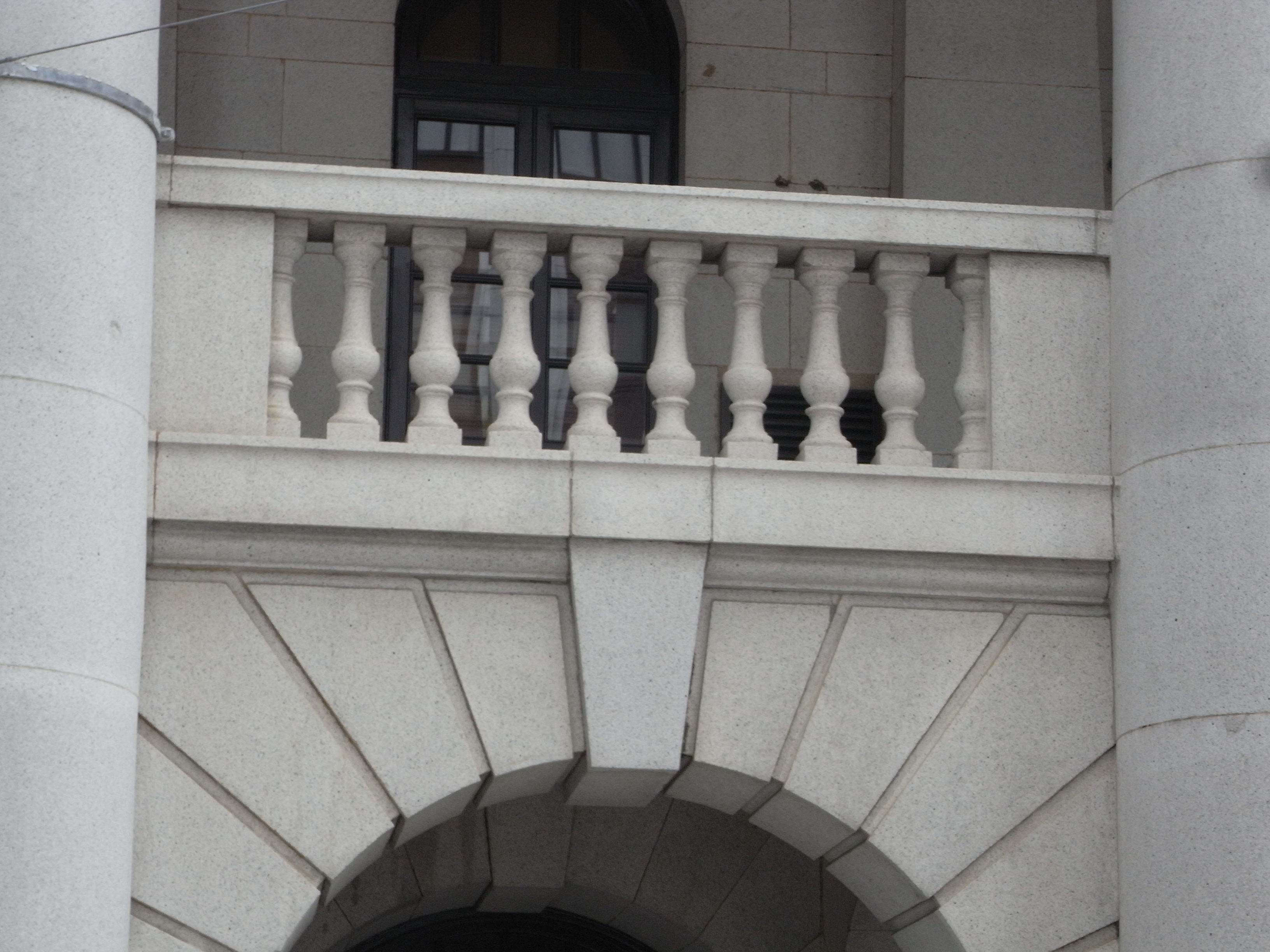
香港終審法院大樓的所用的建築材料其中有花崗岩

### 金屬礦物
馬鞍山有香港已知最大的鐵礦，其與花崗岩有關的矽卡岩礦床中曾採出磁鐵礦（（Fe,Mg）Fe2O4），亦有磁黃鐵礦（FeS）和赤铁矿（Fe2O3）。
有報告稱蓮麻坑、梅窩及大帽山有黄铁矿（FeS2），而在馬屎洲、丫洲及平洲的沉積岩中亦有相同發現。同時亦有報告指上塘一帶的沖積物中含有少量的錫及金。
香港西北向的石英脈群及幼粒花崗岩的地質構造中含有斷斷續續的錫-鎢-鉬礦物，範圍包括針山、沙螺灣及蓮花山，三地曾開採鎢錳鐵礦（（Fe,Mn）WO4），其中以針山鎢礦場的開採規模最大。青山及魔鬼山亦有小型礦場。
輝鉬礦（MoS2）通常與鎢錳鐵礦併在一起，但在香港從未作商業開採；而錫石（SnO2）在多個地區如上塘、針山及魔鬼山有發現，惟亦未作商業開採。
新界東北向的斷層帶中的粗火山灰晶屑凝灰岩內含有銅-鉛-鋅礦物，範圍包括蓮麻坑及大帽山，蓮麻坑礦場曾開採出方铅矿（PbS）、黃銅礦（CuFeS2）、閃鋅礦（ZnS）及少量的金（Au）；而大嶼山銀礦灣的方鉛礦中亦有少量的銀（Ag）被發現。

### 非金屬礦物
在香港出產的高嶺土、長石、石英、綠柱石及石墨等非金屬礦物曾作為商業開採。前茶果嶺高嶺土礦場、赤鱲角、青衣島及香港西北部均有高嶺土出產。沙田的銅鑼灣的偉晶岩曾開採出用於燒製陶瓷及玻璃的正長石（K（AlSi3O8））；而茶果嶺及赤鱲角曾開採出鹼性長石及斜长石（Ca（Si3O8））。
魔鬼山及鶴咀山有報導指藏有綠柱石（Be3Al2（SiO18））。大磨刀的石英岩、變質砂岩及變質粉砂岩的不同層理間發現有石墨，其厚度達4.5米。
香港多個花崗岩風化土及石英礦脈區包括白角、望后石、樟樹頭、望東坑、小欖、米埔、沙田銅鑼灣、針山、上葵涌及荔枝角均藏有石英（SiO2）；作為填海工程填料的石英砂是赤鱲角開採高嶺土的副產品，而離岸的石英砂主要為更新世的沖積物。

## 採礦場

### 鉛礦
香港開埠後最早開採、開發、經營、生產的礦場是位於打鼓嶺蓮麻坑的鉛礦，於19世紀末由葡萄牙人經營開採，政府於1925年批出採礦租約，直到1940年日軍入侵香港前已開掘約2,100米隧道，1945年戰爭結束，但要到1951年才由不同的承包商恢復開採，惟因鉛價下跌及成本高漲，礦場於1958年關閉，採礦租約也於1962年屆滿。
另外，大嶼山梅窩有銀礦灣或在香港開埠之前已經有開采，但在19世紀末在銀礦灣附近曾有礦洞進行開採工作，實際上這礦洞生產的是鉛，但鉛礦當中含有小量的銀，故得銀礦之名。礦藏曾被小規模的開採，但均已停產。
其餘鉛礦坳等地。

### 鎢礦
沙田針山在1935年發現鎢錳鐵（Wolframite）礦，並於同年發出採礦牌照，钨價於韓戰時期急升，包括有牌的鑽井及無牌的地面挖掘的採礦活動因而得以擴展，直到1967年鎢價下降才促使礦場停業。此外，香港大欖郊野公園東部的蓮花山，於1950-1957年期間，也有鎢錳鐵礦開採。另外，大嶼山沙螺灣有極小規模的鎢礦。

### 磁鐵礦
香港最具規模的地下礦場是馬鞍山的磁鐵礦，該礦場早於1906年至1949年間已有小規模露天開採，1953年開始地下開採，於1960至70年代初達到全盛時期，平均年產量往往超過20萬噸，在1970年代早期更一度年產達40萬噸，礦產被運往日本提煉，惟因1970年代中期全球對鋼鐵需求下降，加上新開發的澳洲大型礦場競爭，香港本地又有多項基建工程促使建築行業工資上漲，當礦工的工資已不復過往吸引，很多礦工都離開礦場另找工作，而且礦場的牌照將於1981年屆滿，當時政府正計劃將馬鞍山發展為新市鎮，讓礦場持續運作不符合城市規劃，所以不欲給礦場續牌。由於投資前景充滿不明朗因素，礦場遂於1976年提早停產。

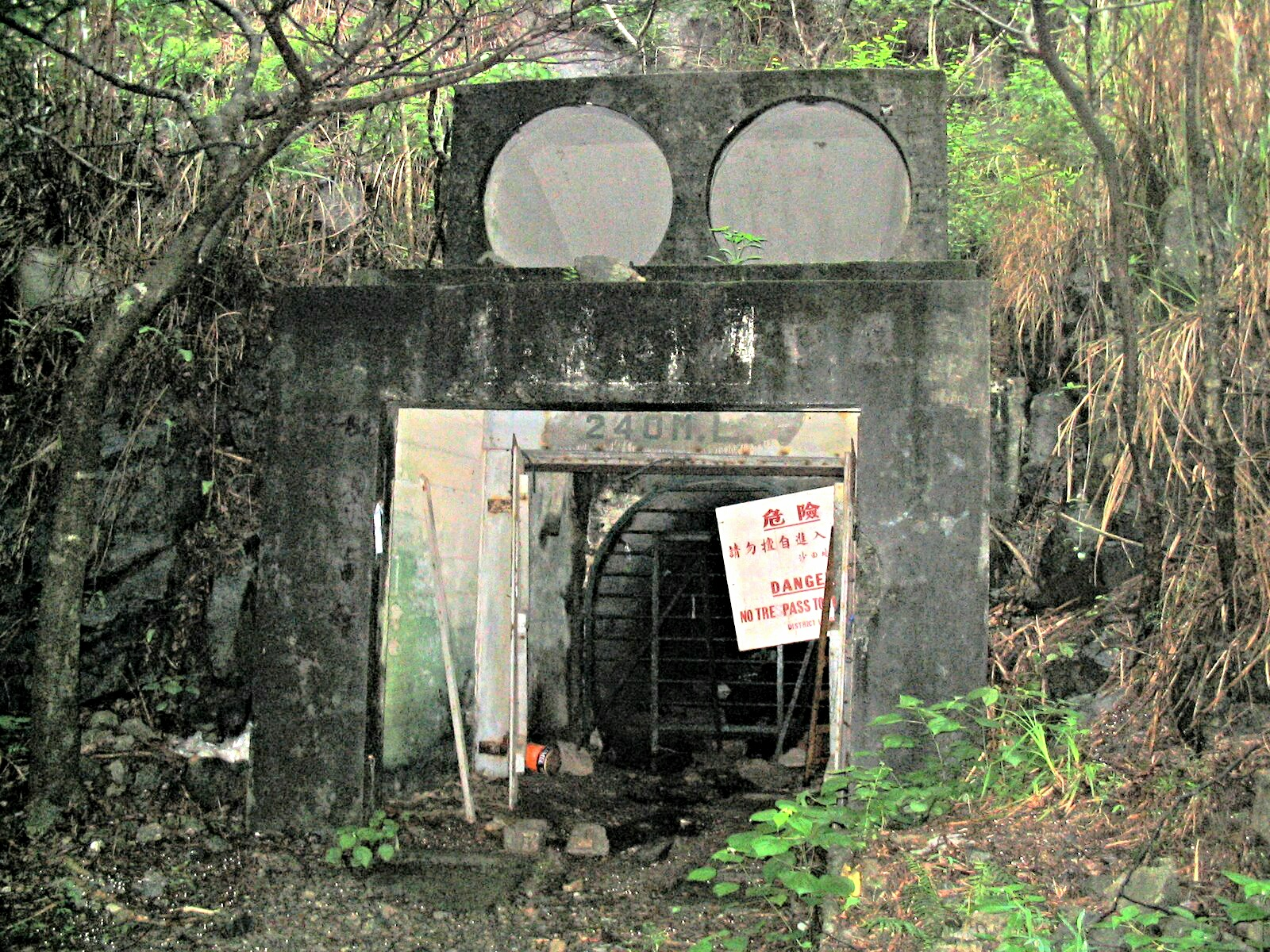
馬鞍山礦場240ML礦洞的出入口，出入口上方有兩個被封閉的圓孔，原本用來安裝抽風機。
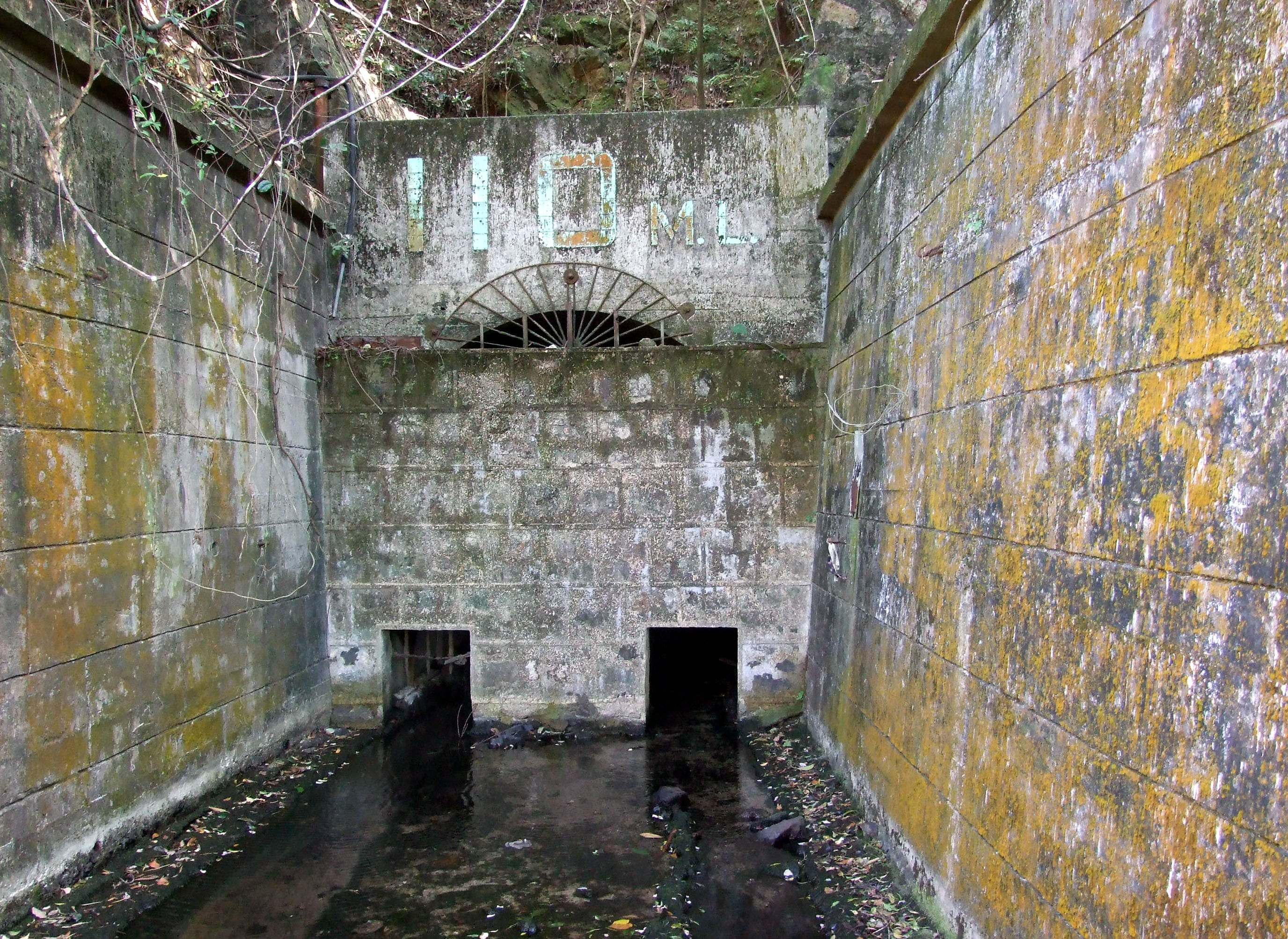
馬鞍山礦場110ML礦洞的出入口，該處原鋪設有路軌，供電力機車將裝滿礦石的礦斗拖到選礦廠，出入口在礦場關閉後被填封，只留下兩個方孔作為礦洞的總出水口。

### 石墨礦
大磨刀的石墨礦於1952年投產，由五福礦場作地下開採，直到1971年因礦坑深入地底深處，導致成本高昂不合符成本效益才告停業，而採礦的租約亦於1973年屆滿。

### 石礦
香港截至2025年，僅餘屯門的藍地石礦場仍在運作。南丫島石礦場、安達臣道石礦場及石澳石礦場分別已於2002年、2017年及2009年停止開採並回復綠化。這些石礦為建築業生產石料製品，每年共生產碎石約600萬公噸，佔全港約57%需求，其餘則由鄰近廣東省輸入。
自1980年代起，香港及澳洲礦業公司紛紛在鄰近的廣東省地區，與內地國營企業或部委開設供港石礦場，例如烏石鼓石礦場、中心洲石礦場等。由於深圳市、珠海市和中山市的石礦場逐漸關閉，香港業界的石料供應來源由2006年起已逐漸轉移至江门市及惠州市。

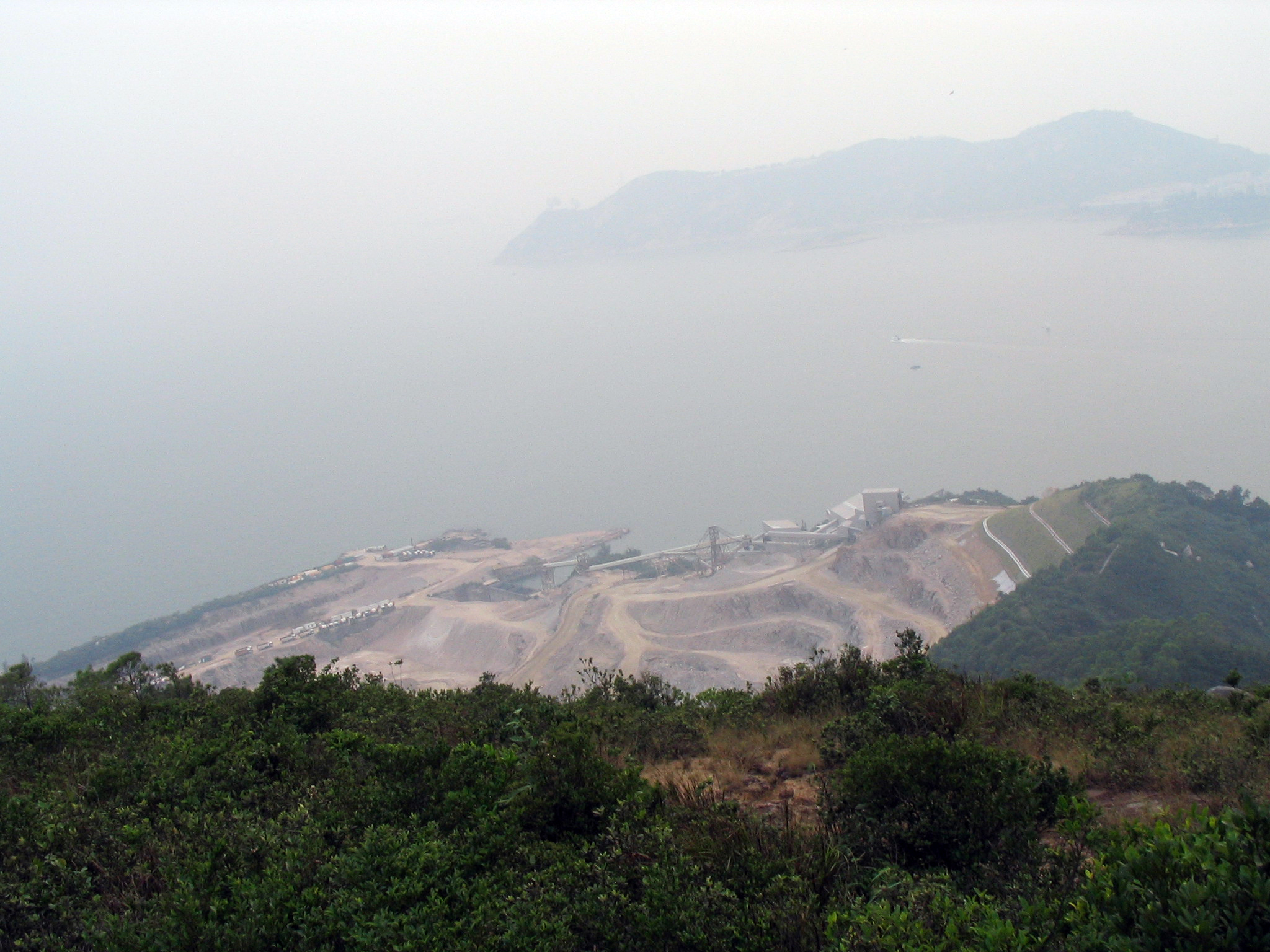
石澳石礦場
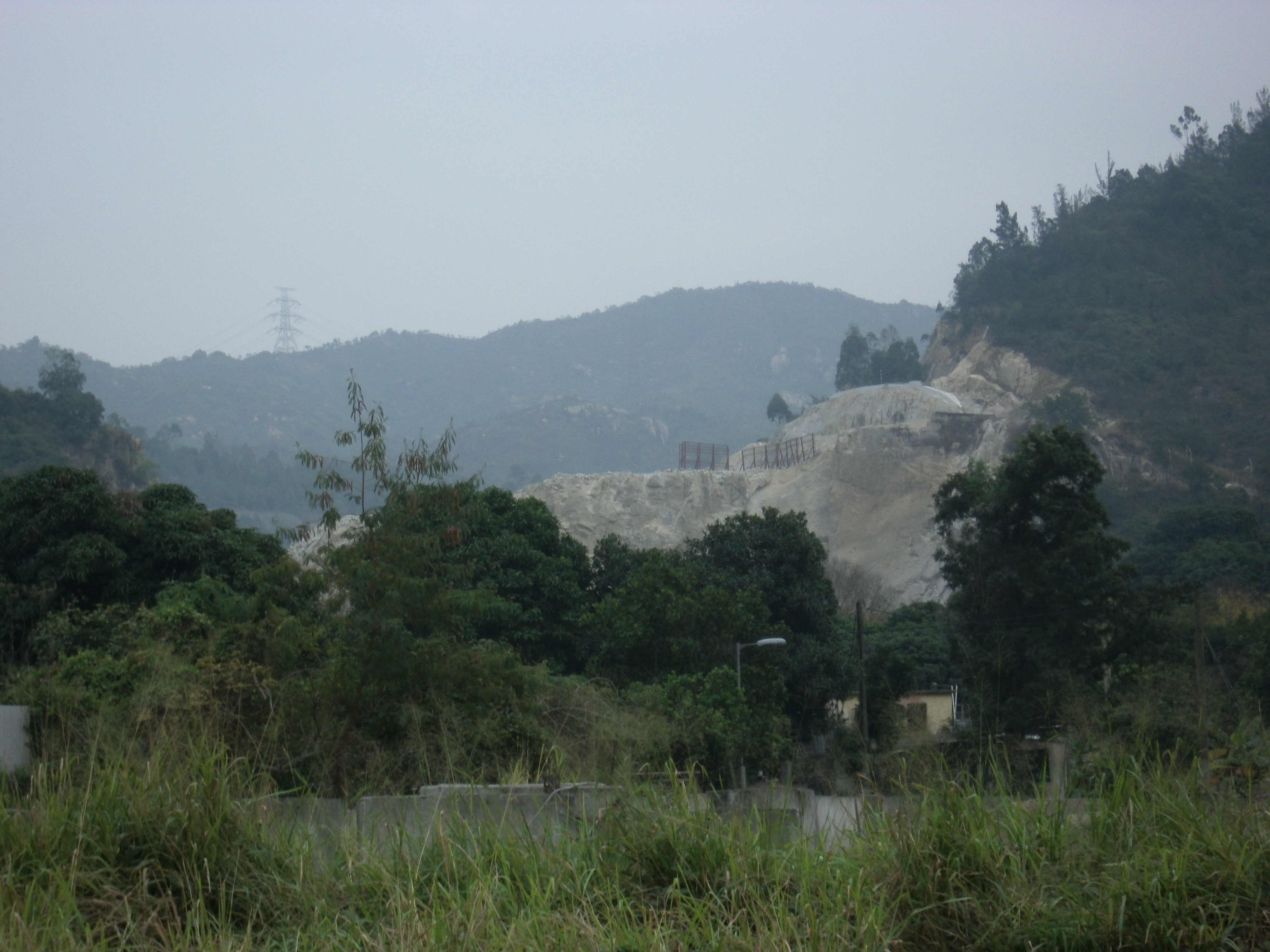
藍地石礦場
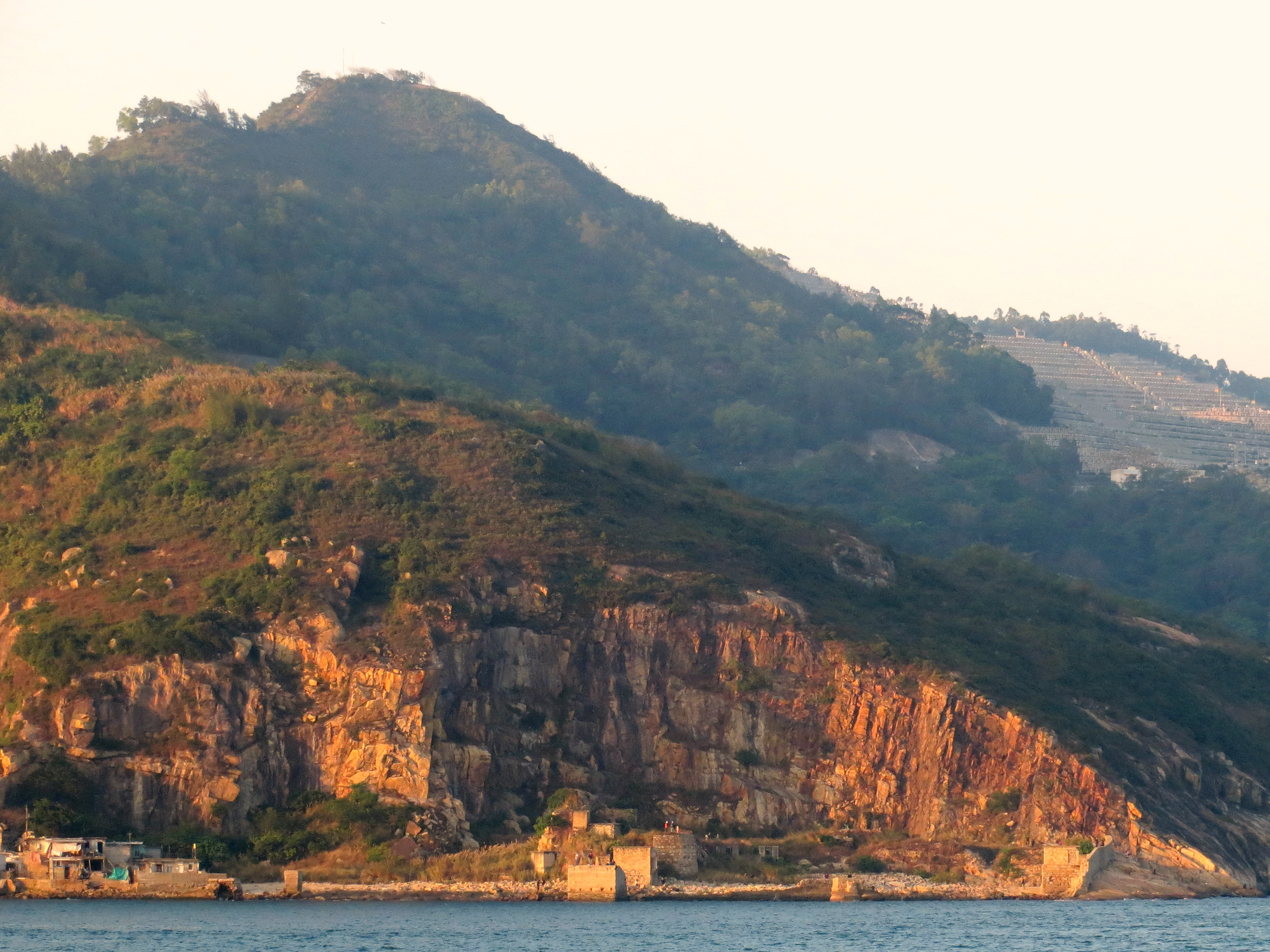
鯉魚門石礦場遺址
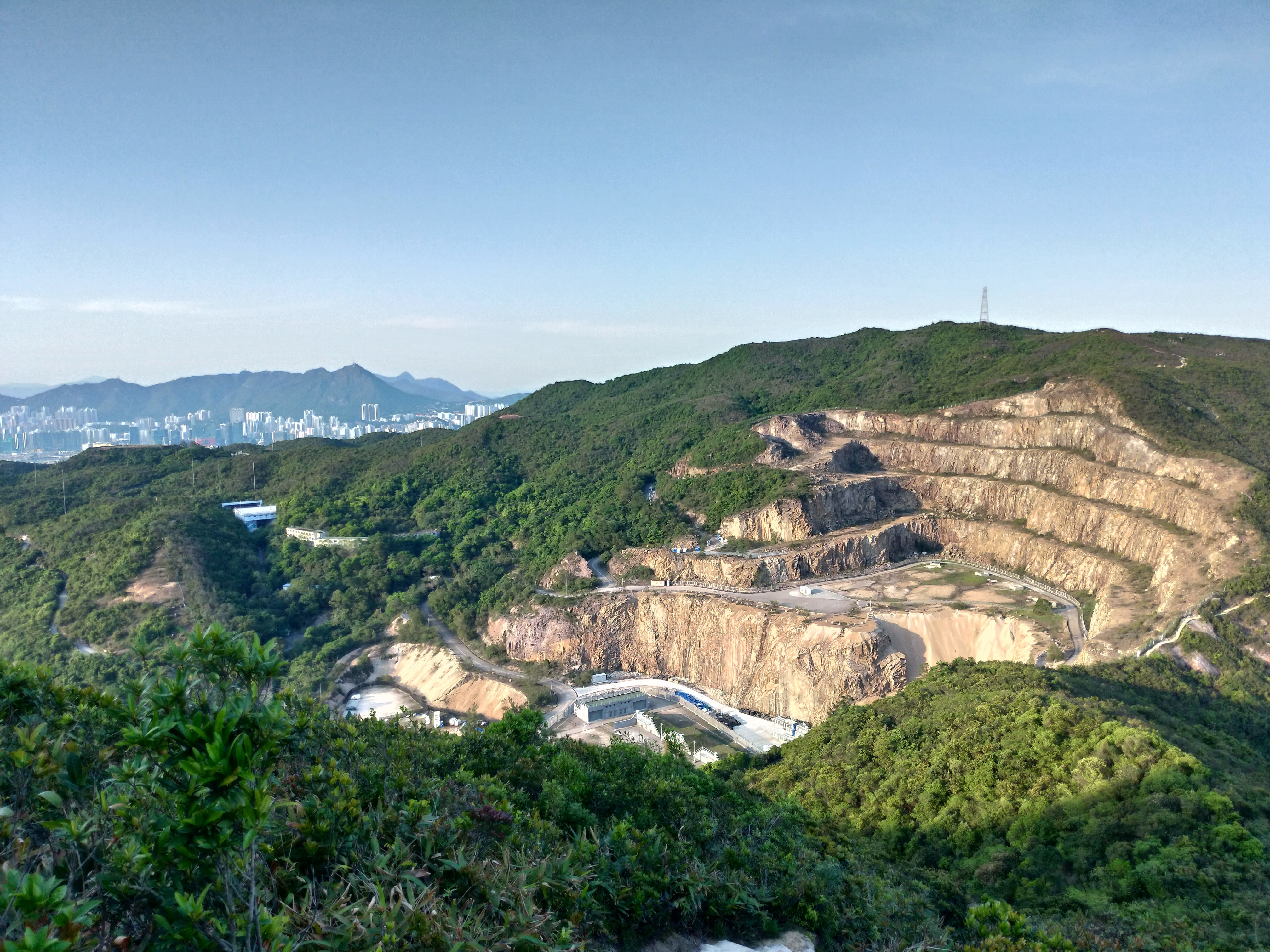
畢拿山石礦場在1991年停止開採後，成為香港警察射擊場及爆炸品處理基地。

## 香港礦場列表
| 礦場             | 類型   | 地區   | 啟用年份                    | 停用年份                              | 備註 |
| ---------------- | ------ | ------ | --------------------------- | ------------------------------------- | --- |
| 鑽石山石礦場     | 石礦   | 黃大仙 |                             | 1982年（範圍甲） 1993年10月（範圍乙） | |
| 安達臣道石礦場   | 石礦   | 西貢   | 1956年                      | 2017年7月26日                         | 2017年交還政府後按《安達臣道石礦場發展計劃》發展，以興建居屋及住宅發售計劃屋苑為主，其次為私人住宅及港人首置上車盤。 维基共享资源上的相關多媒體資源：安達臣道石礦場                                        |
| 女婆山石礦場     | 石礦   | 沙田   | 1960年代中                  | 1995年                                | 目前為垃圾轉運站及在建骨灰安置所 |
| 石澳石礦場       | 石礦   | 南區   | 1965年                      | 2009年12月                            | 维基共享资源上的相關多媒體資源：石澳石礦場 |
| 藍地石礦場       | 石礦   | 屯門   | 1972年（地面） 2025年（地下） | 2026年（地面） 2044年（地下）           | 地面部分已於2022年停止開採，目前僅用作處理基建工程產生的石料，直至2026年為止。 · 政府已批出合約，於礦場以南山體內進行地下採礦，預計於2025年起開採，至2044年為止。 维基共享资源上的相關多媒體資源：藍地石礦場 |
| 南丫島石礦場     | 石礦   | 離島   | 1978年                      | 2002年                                | |
| 馬鞍山鐵礦場     | 鐵礦   | 沙田   | 1906年                      | 1976年3月                             | 维基共享资源上的相關多媒體資源：馬鞍山鐵礦場 |
| 蓮麻坑鉛礦場     | 鉛礦   | 北區   | 1917年                      | 1958年6月30日                         | 维基共享资源上的相關多媒體資源：蓮麻坑礦場 |
| 針山鎢礦場       | 鎢礦   | 荃灣   | 1938年                      | 1967年                                | |
| 蓮花山鎢礦       | 鎢礦   |        |                             |                                       | |
| 沙螺灣鎢礦       | 鎢礦   |        |                             |                                       | |
| 大磨刀洲石墨礦場 | 石墨礦 | 離島   | 1952年                      | 1971年                                | |
| 鰂魚涌石礦場     | 石礦   | 東區   |                             |                                       | |
| 畢拿山石礦場     | 石礦   | 東區   | 1954年                      | 1991年3月                             | 香港警務處爆炸品處理課、射擊場 维基共享资源上的相關多媒體資源：畢拿山石礦場 |
| 平山石礦場       | 石礦   | 觀塘   |                             | 1975年                                | 原址現為彩盈邨及部分彩德邨。 维基共享资源上的相關多媒體資源：平山石礦場 |
| 鯉魚門石礦場     | 石礦   | 觀塘   | 1904年                      | 1967年                                | 维基共享资源上的相關多媒體資源：鯉魚門石礦場 |
| 茶果嶺高嶺土礦場 | 土礦   | 觀塘   |                             | 1990年代                              | 原址主要為私人屋苑KOKO HILLS，周邊用地擬建公營房屋。 |
| 銀礦灣方鉛礦場   | 鉛礦   | 離島   |                             |                                       | 维基共享资源上的相關多媒體資源：銀礦灣礦洞 |
| 深水角石礦場     | 石礦   | 離島   | 未定                        |                                       | 為擬開採的地下石礦場，政府現正就此進行研究。 |

## 礦場運作
由於香港的山體和地層主要由堅硬的花崗岩構成，所以不論開採石材還是金屬礦物，炸藥爆破都會用得上；但炸藥爆破一旦發生失誤，便可導致嚴重後果，所以須由專業人員操作並嚴格遵守爆破作業的程序，點燃炸藥必須由持牌的「炮王」（Shot-firer）負責，在爆破前亦須提前發出通告。昔日的石礦場，工作人員會在進行爆石的過程中敲鑼，以作警示，提醒在附近的工人要盡快疏散，直至爆破完成為止。敲鑼示警至今仍然沿用，亦是現今香港礦場的法例要求之一。此外，爆破範圍附近如有道路，亦須派工人到道路舉起紅旗警示，暫時截停道路的交通。
採礦是危險性較高的工作，礦場潛在發生巨石滾下及塌陷等致命危險。地下礦場的危險性更高，礦洞內的垂直豎井深度可達數十米，還有地下水，一旦發生事故，在礦洞內救援也遠較地面的工地困難。地下礦場的工人亦較易患上肺病。
九龍四山之一的茶果嶺的位置因爲有可以採礦花崗岩及瓷泥機會，所以不少客家人落腳並聚居於此。此地人手出產的石塊曾經作為香港終審法院、廣州石室聖心大教堂、虎門炮台等石造建築的材料。
礦場舊址內部不見天日，潛在發生人從高處墮下及塌陷等致命危險。當年一直被丟空的礦場由於礦場舊址無人看管，加上土地未經適當平整，因此不時有小童因誤闖舊石礦場而遇上意外，而且成為罪犯匿藏的地方。

## 與採石業有關的地名

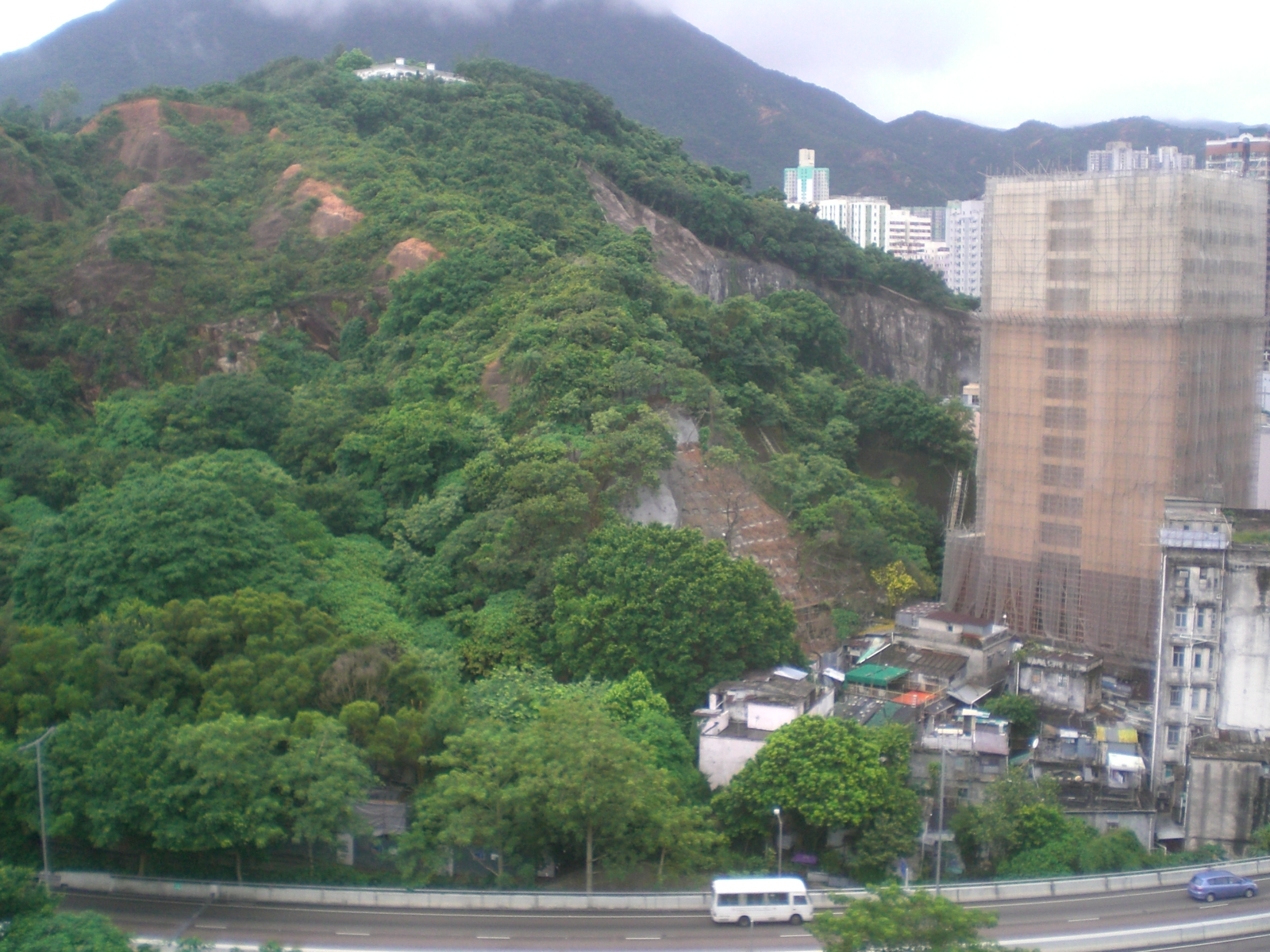
阿公岩的部份山坡仍見到舊日的採礦面

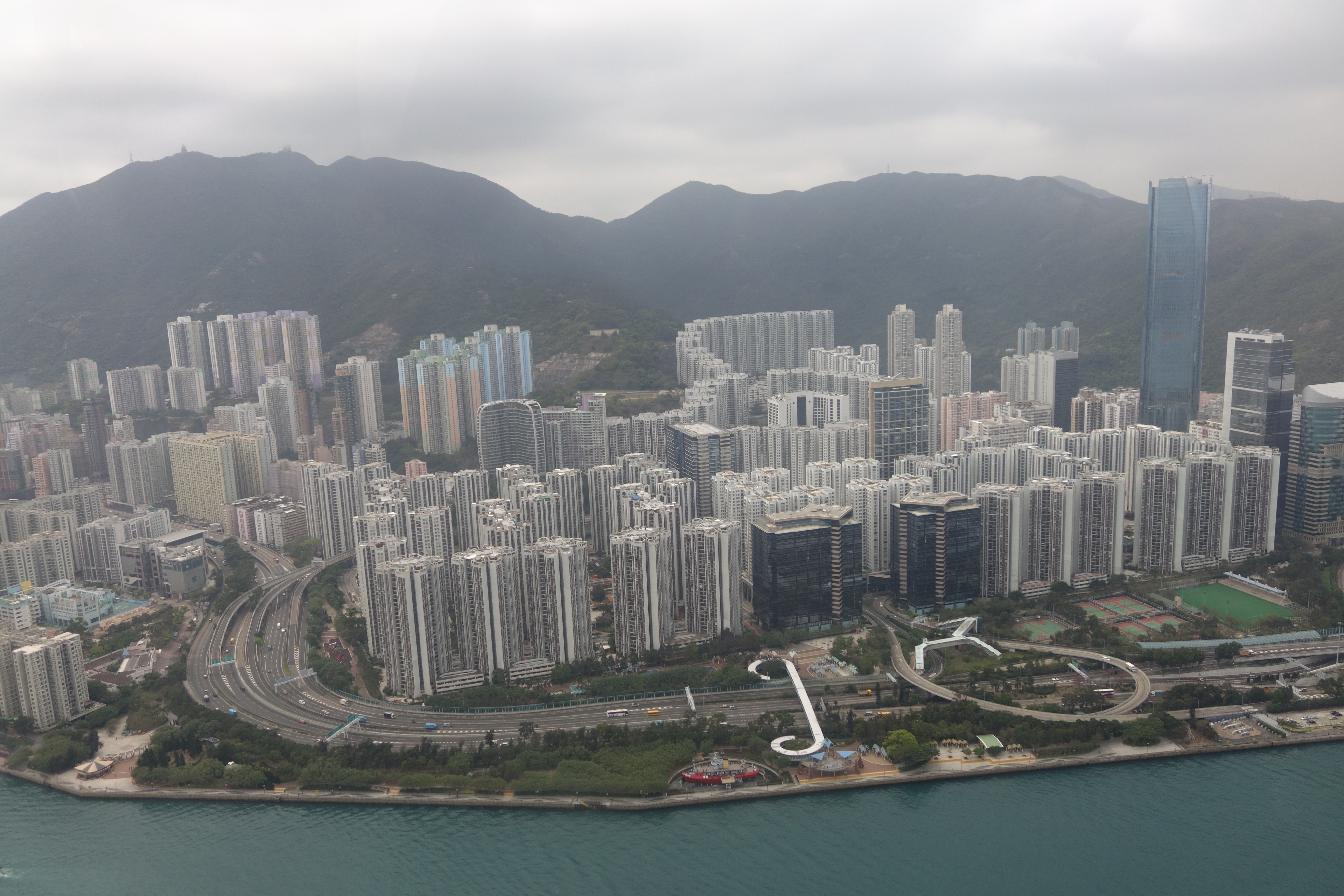
2014年的鰂魚涌

- 昂船洲（地方英文名 Stonecutters Island，意譯石匠島）
- 鰂魚涌（地方英文名 Quarry Bay，意譯打石灣）
- 銀礦灣

- 鉛礦坳

- 採石山
- 阿公岩
- 鑽石山
- 石排灣
- 石塘咀
- 石澳
- 石門

## 昔日礦場的用途
- 馬鞍山鐵礦場：綠化區域
- 女婆山石礦場：垃圾轉運站、骨灰安置所
- 石澳石礦場：建造大型沉管隧道預製組件的人工海灣，將來會改為水上活動中心
- 平山石礦場：多條公共屋邨及一個岩石主題的地區公園（彩禧路公園）
- 鰂魚涌石礦場：填海工程後設立太古工業區，之後再變成太古城住宅區和太古坊商業區
- 茶果嶺高嶺土礦場：私人住宅、擬建居屋用地及及休憩用地
- 安達臣道石礦場：修復後的岩壁、多個居屋及住宅發售計劃屋苑、石礦公園

## 以本地花崗岩所建的建築物
花崗岩，又名方石。在香港開埠初期，建設維多利亞城時的主要建築材料，所以很多港島早期的殖民地式建築物都就地取材，用本地開採的花崗岩建成。

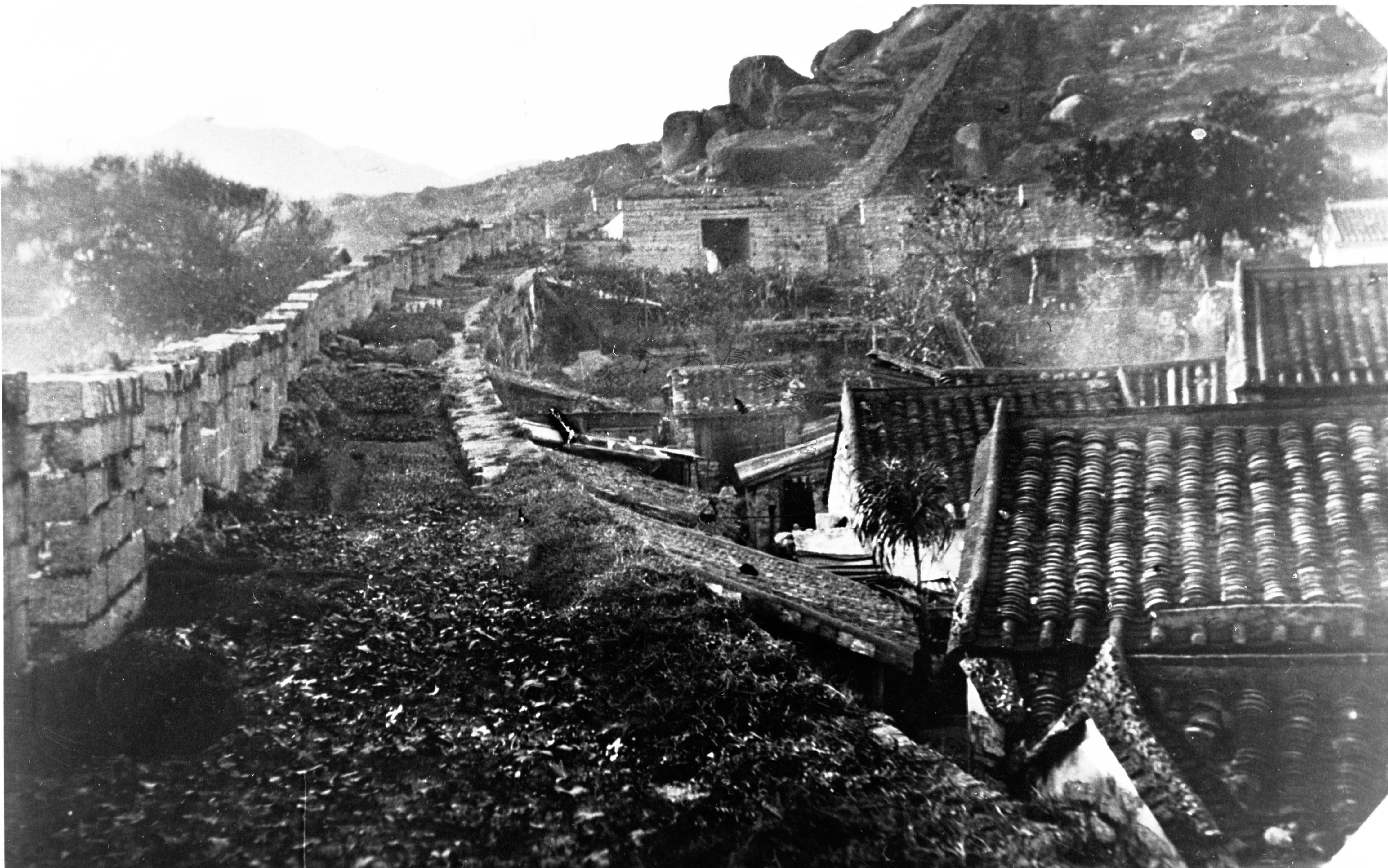
19世紀前九龍寨城建成的圍牆
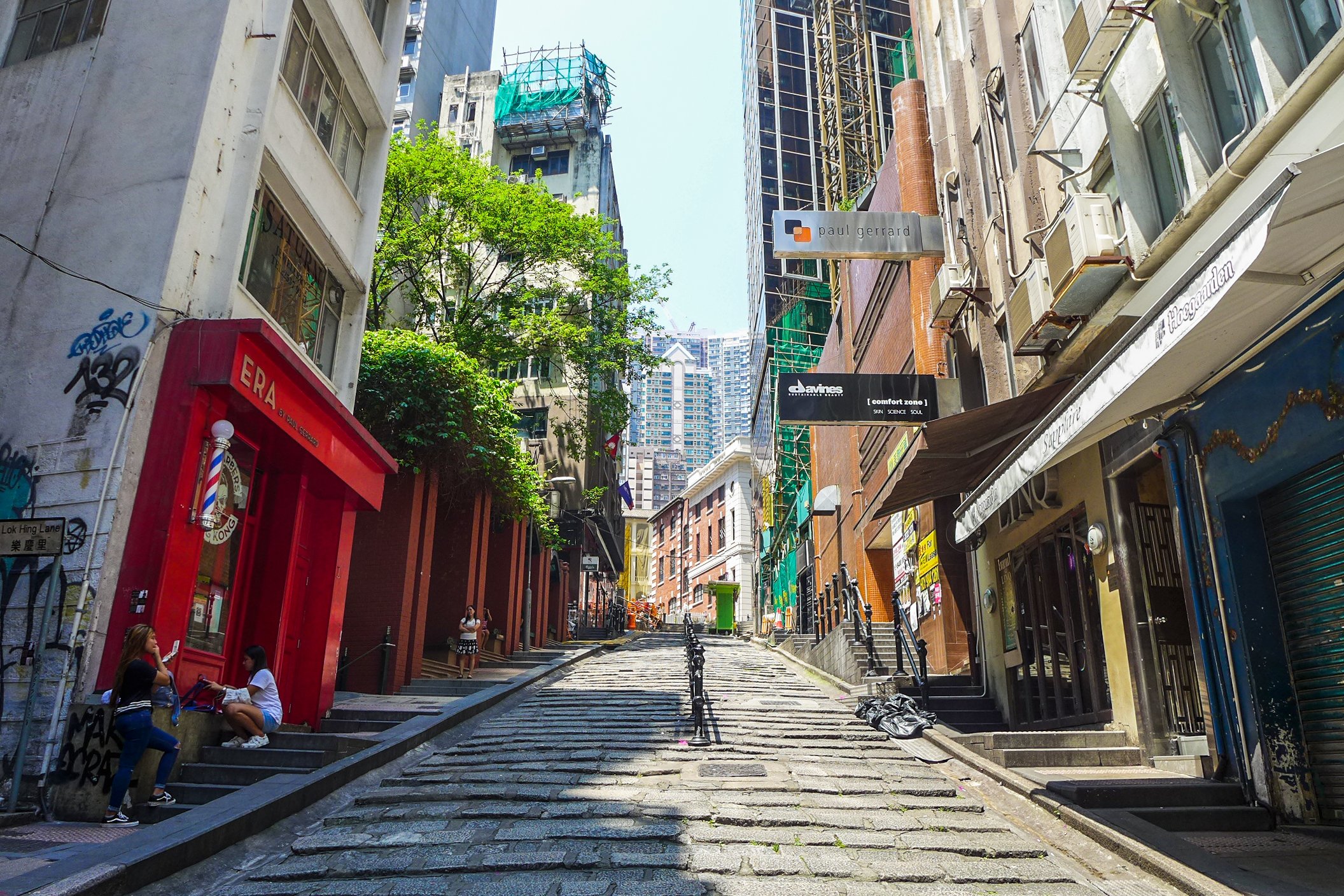
19世紀中期建成的砵典乍街（因此又稱石板街）
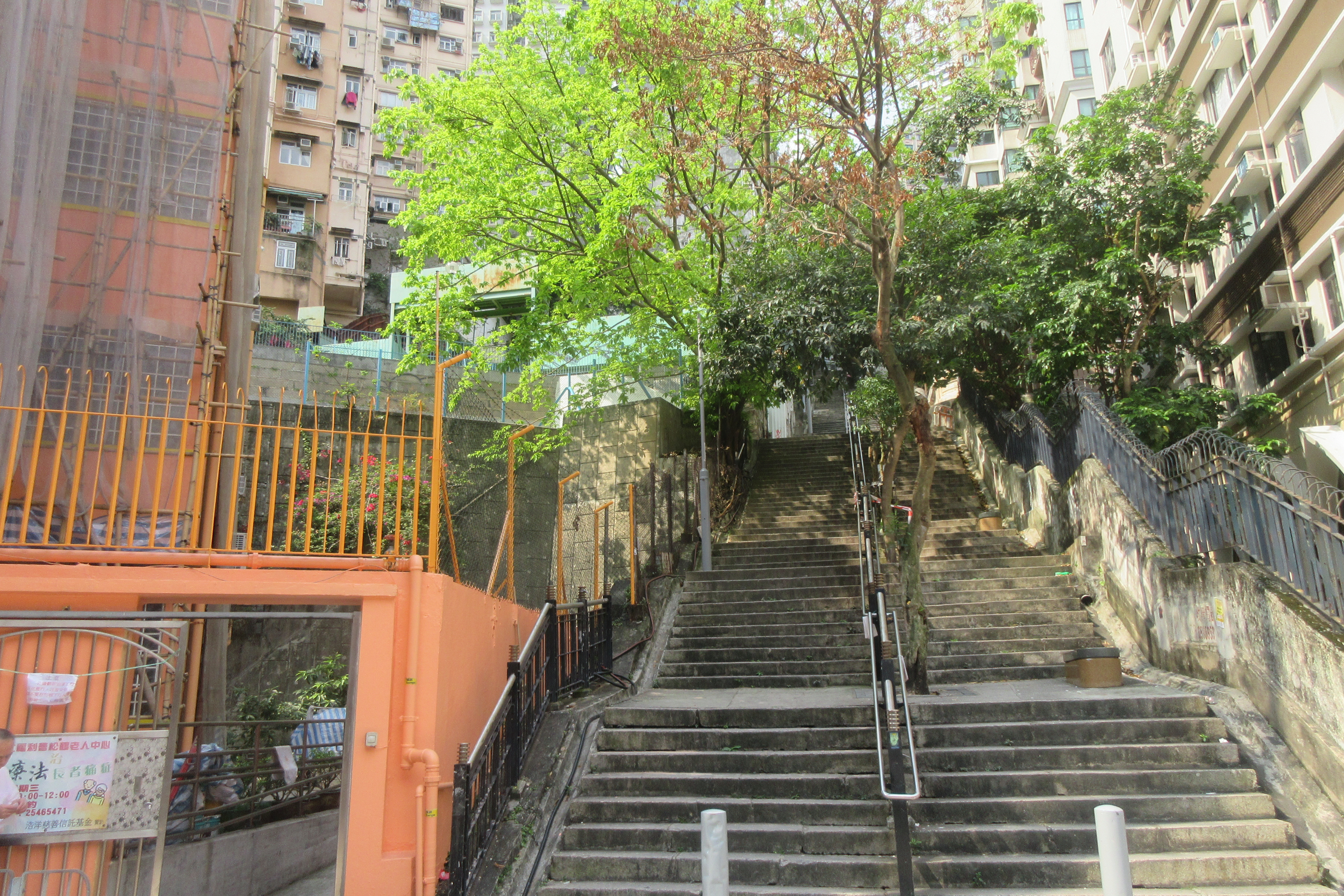
1912年建成的
舊高等法院大樓[8][12]
- 1864年建成的
舊中區警署建築群
- 1844年建成的美利樓[8]
- 1867年建成的曾大屋
- 1875年建成的舊青洲燈塔
 (圖中右邊褐色建築物)
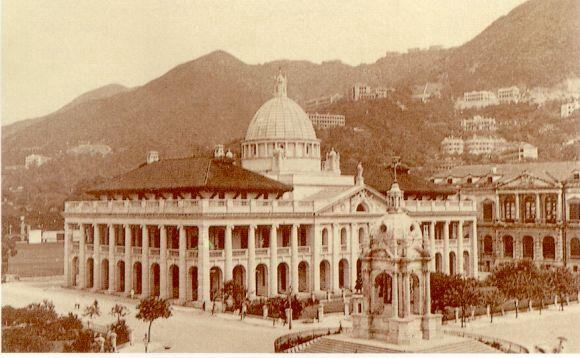
1873至1875年間建成的
伯大尼修院
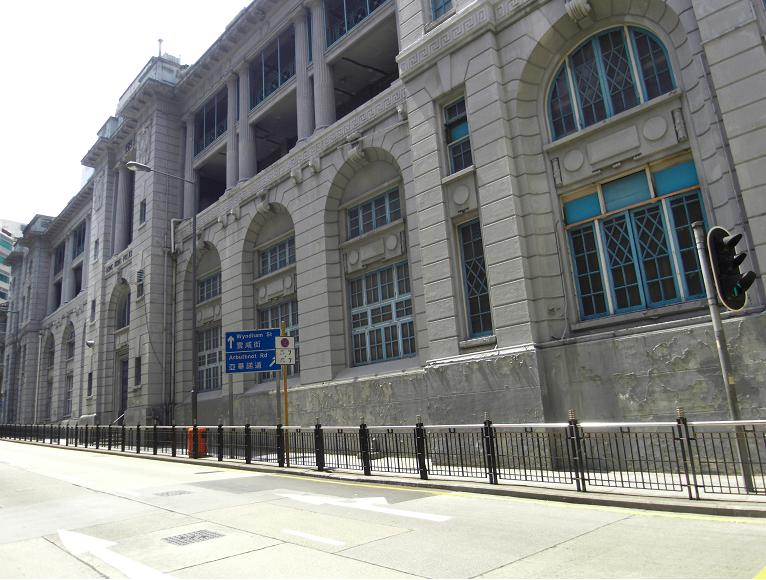
1884年建成的
前尖沙咀水警總部
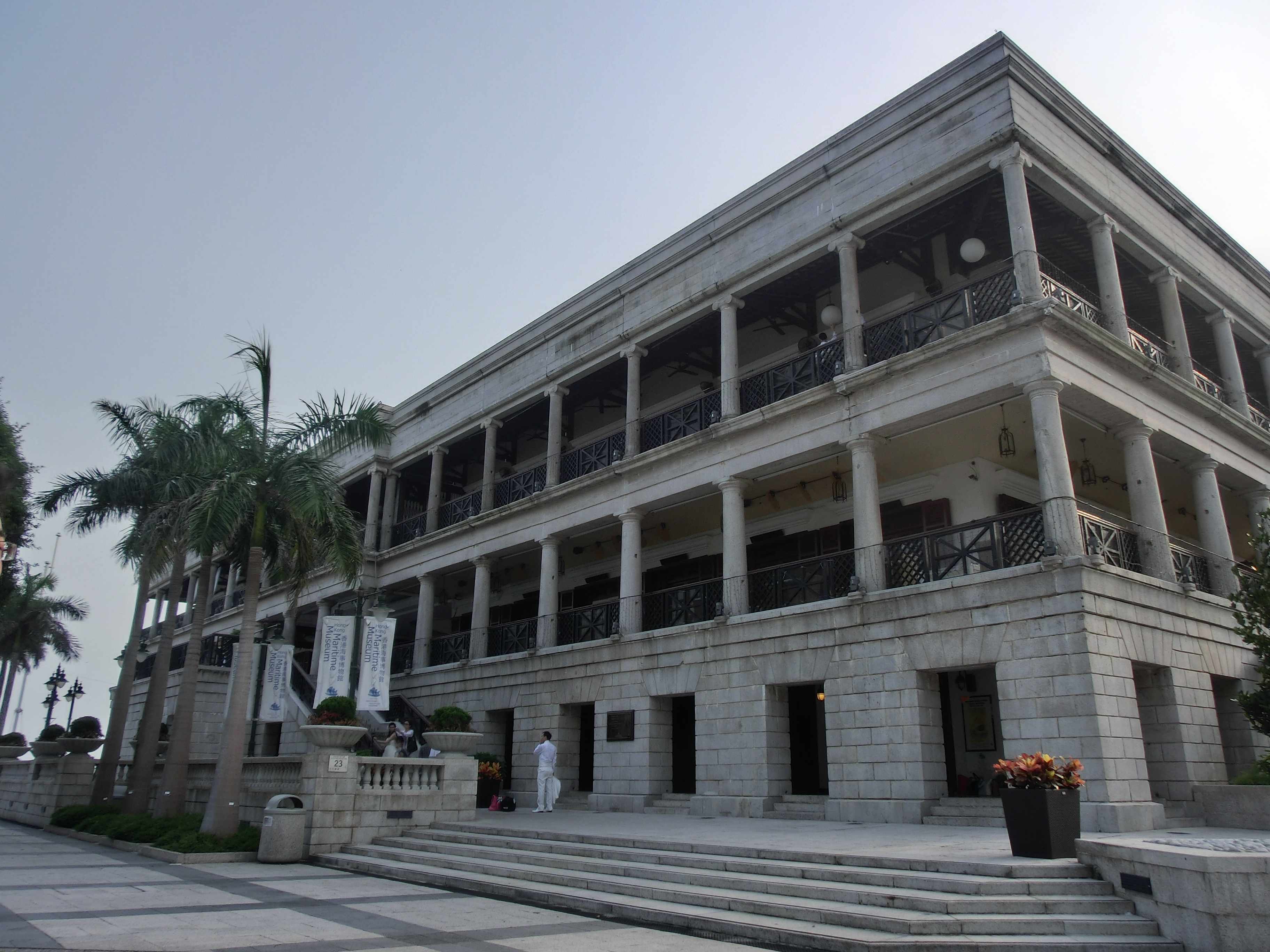
1832年 (清朝道光12年) 建成的東涌炮台
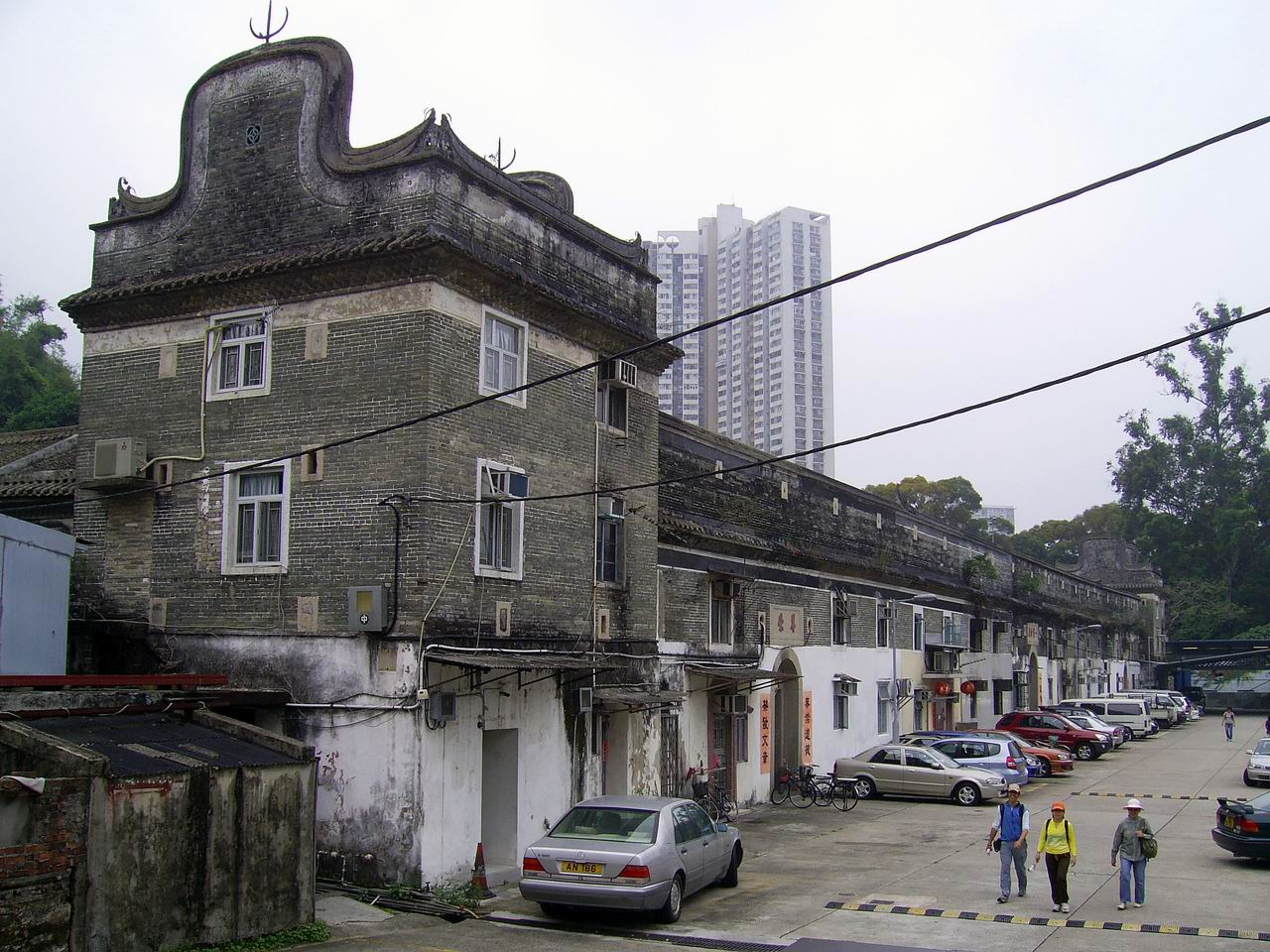
1892年建成的
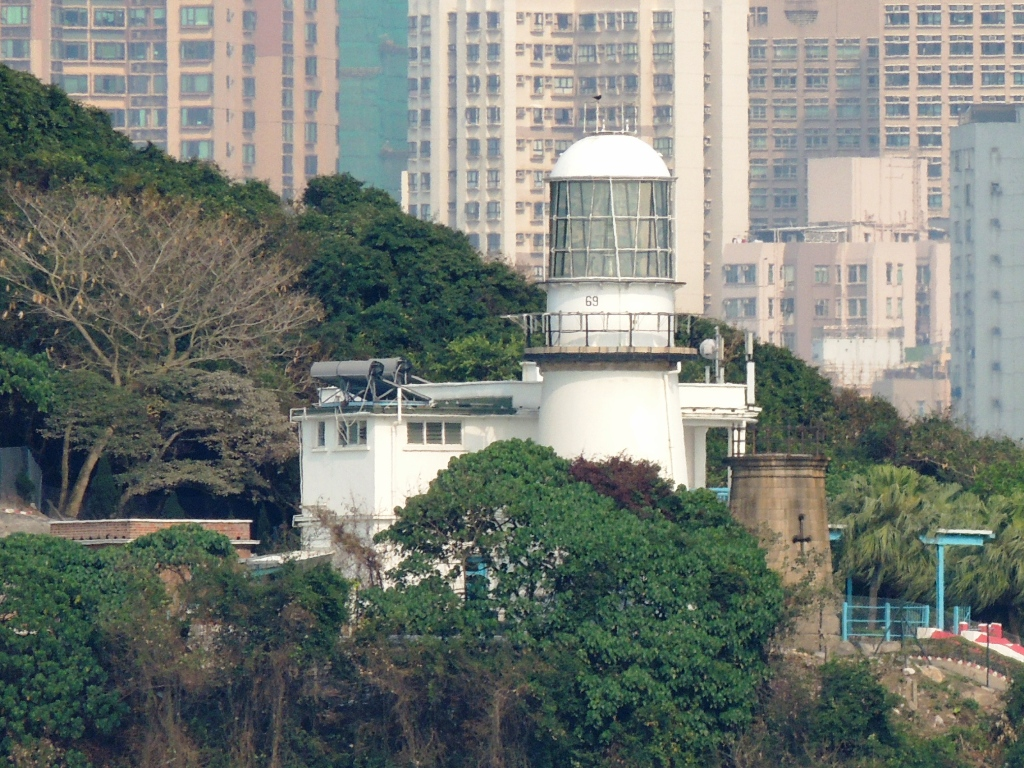
1875年建成的舊青洲燈塔 (圖中右邊褐色建築物)
西營盤社區綜合大樓
- 1846年建成的前司令總部大樓
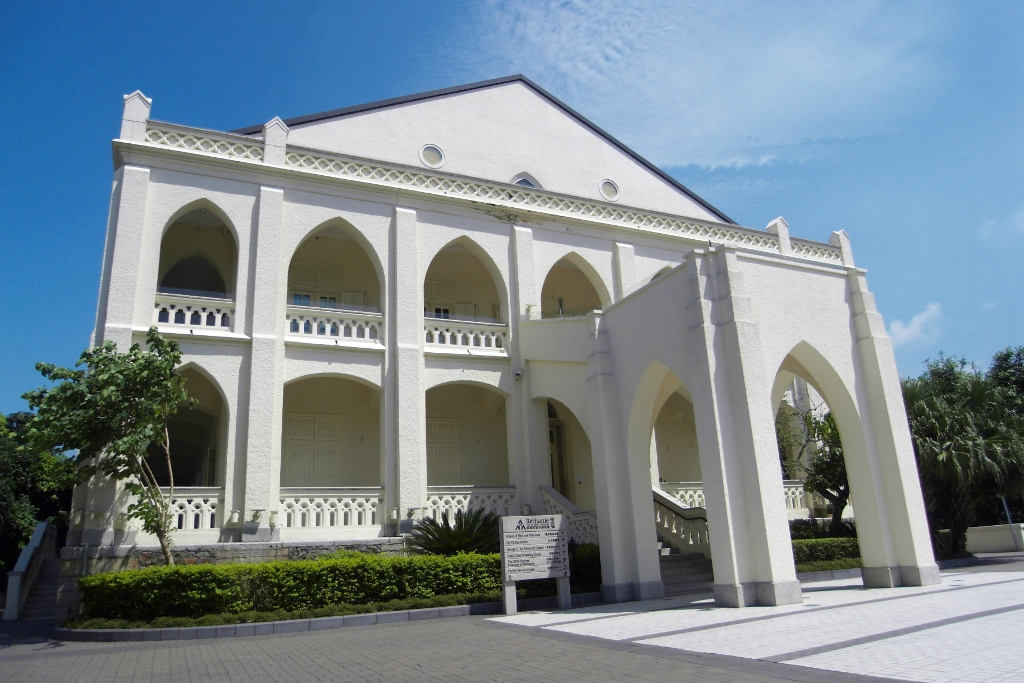
1875年至1889年間建成的
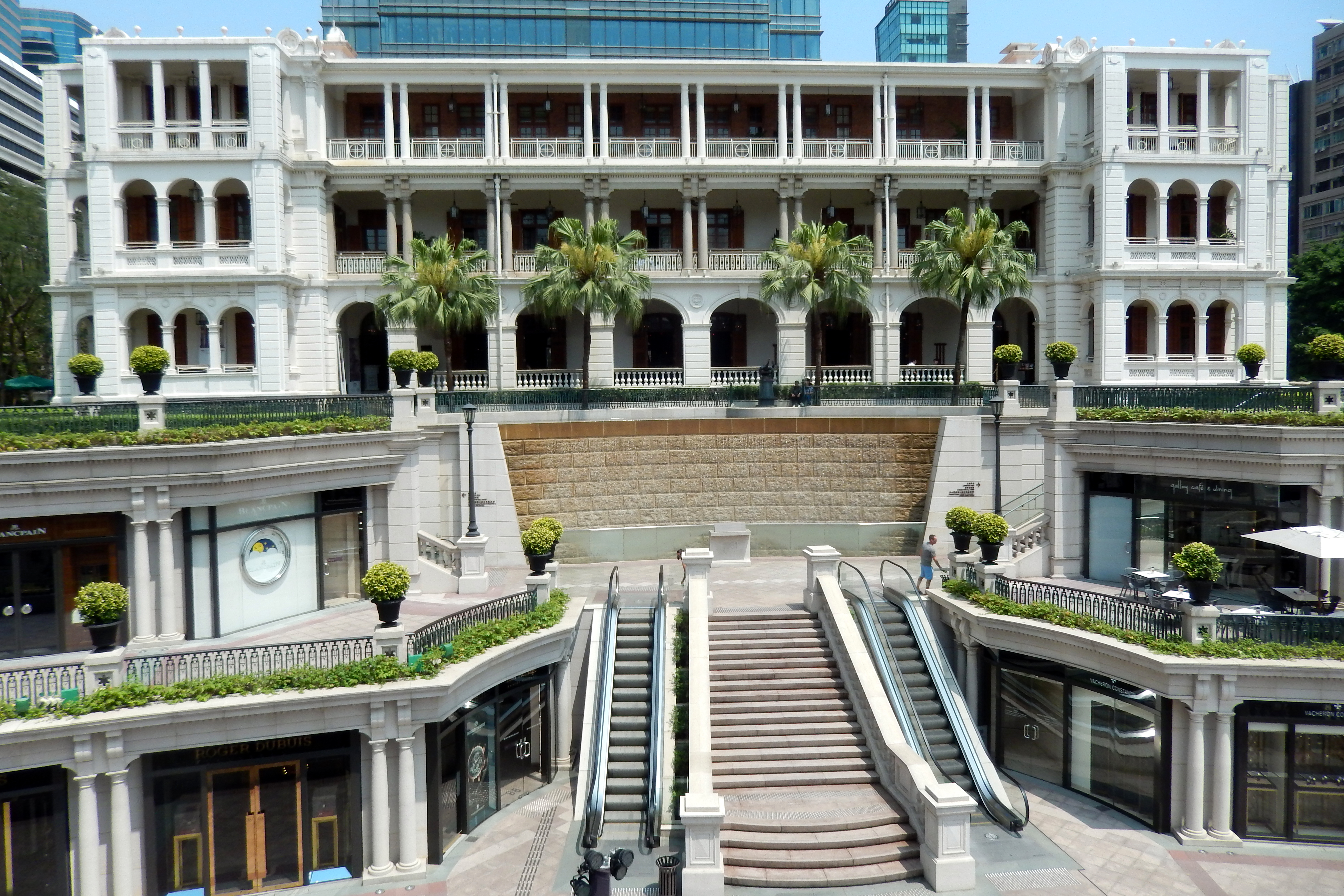
1884年建成的 前尖沙咀水警總部
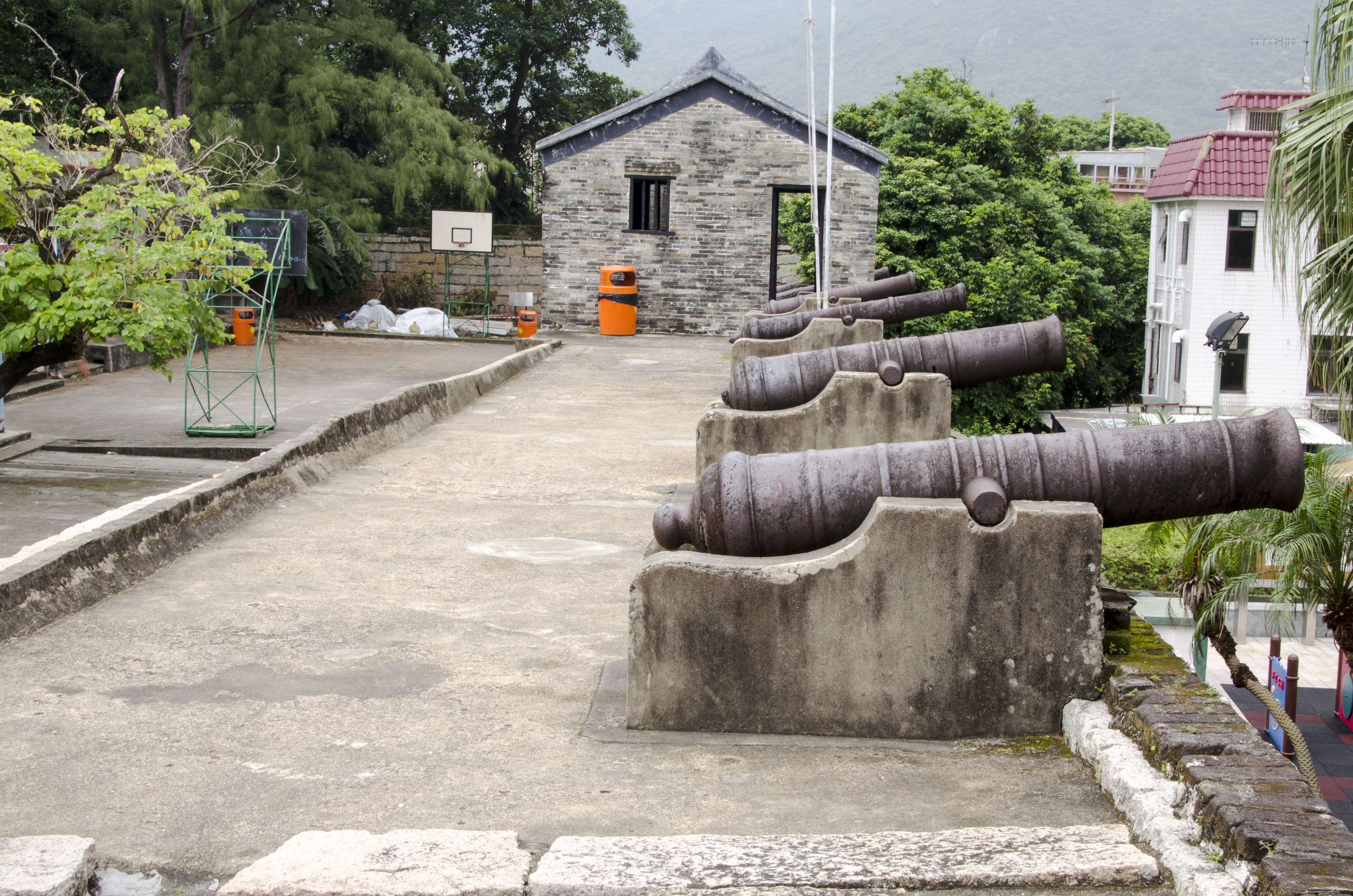
1832年 (清朝道光12年) 建成的東涌炮台
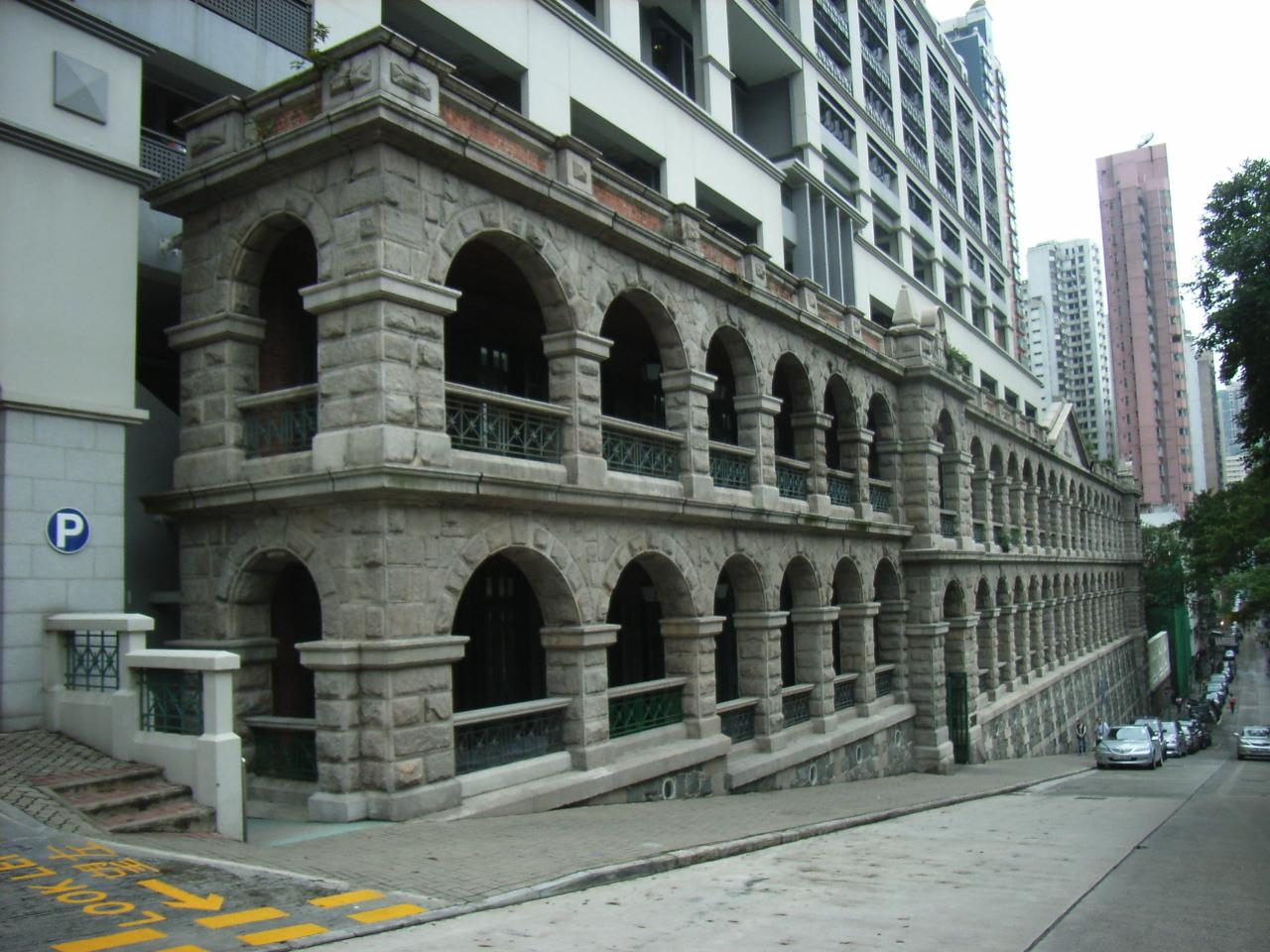
1892年建成的 西營盤社區綜合大樓
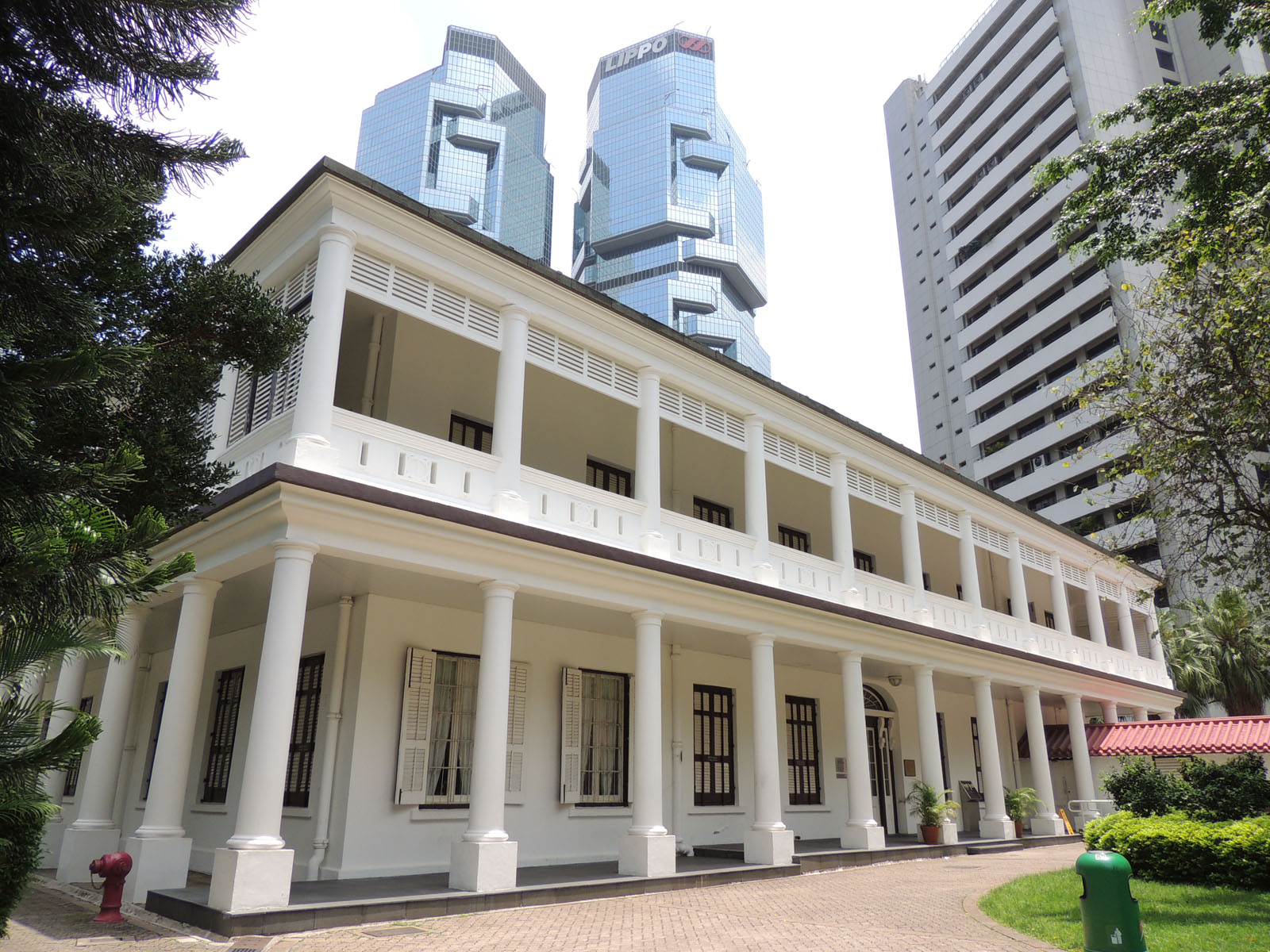
1846年建成的前司令總部大樓
都爹利街石階
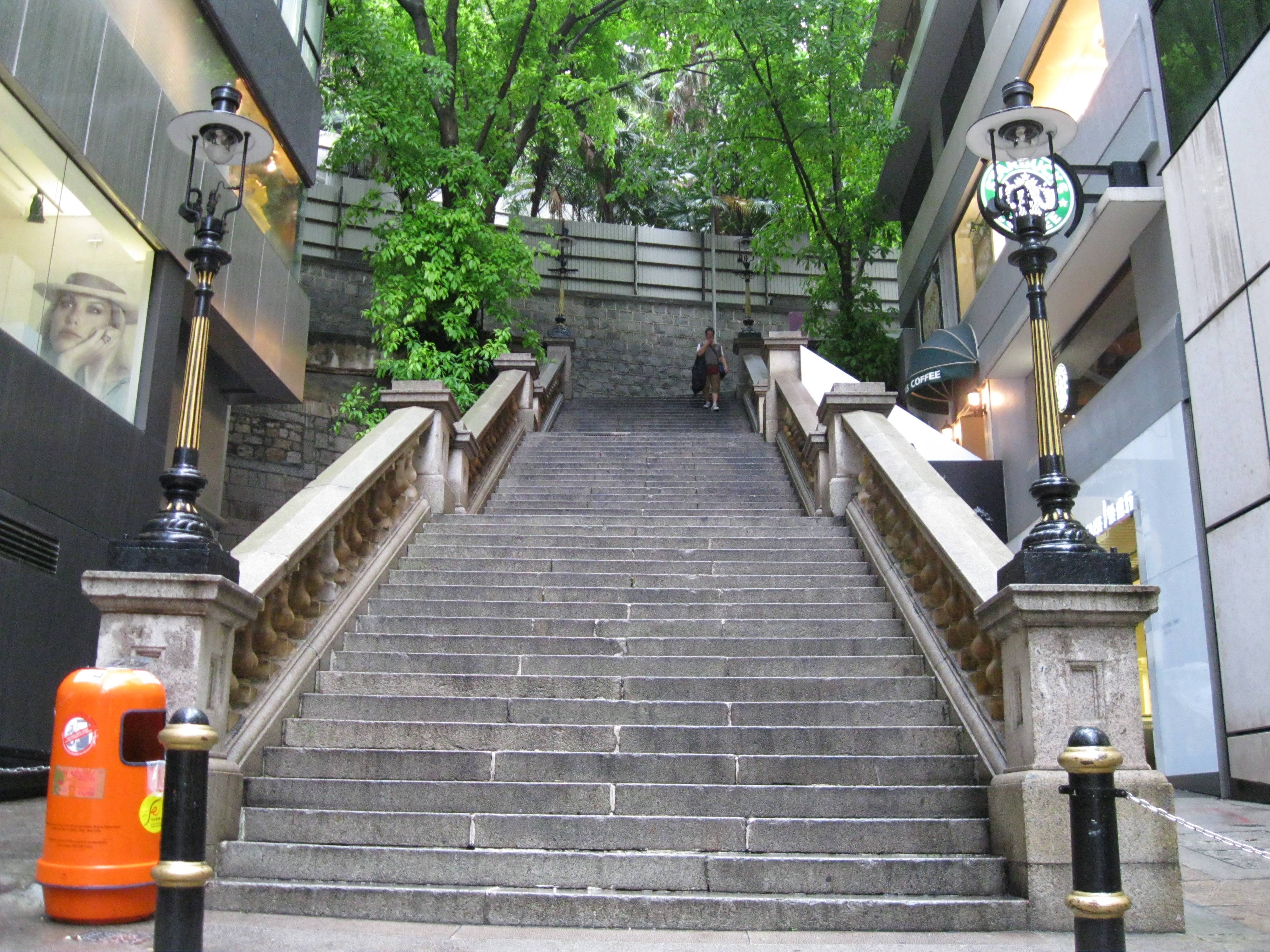
1888年建成的廣州石室教堂
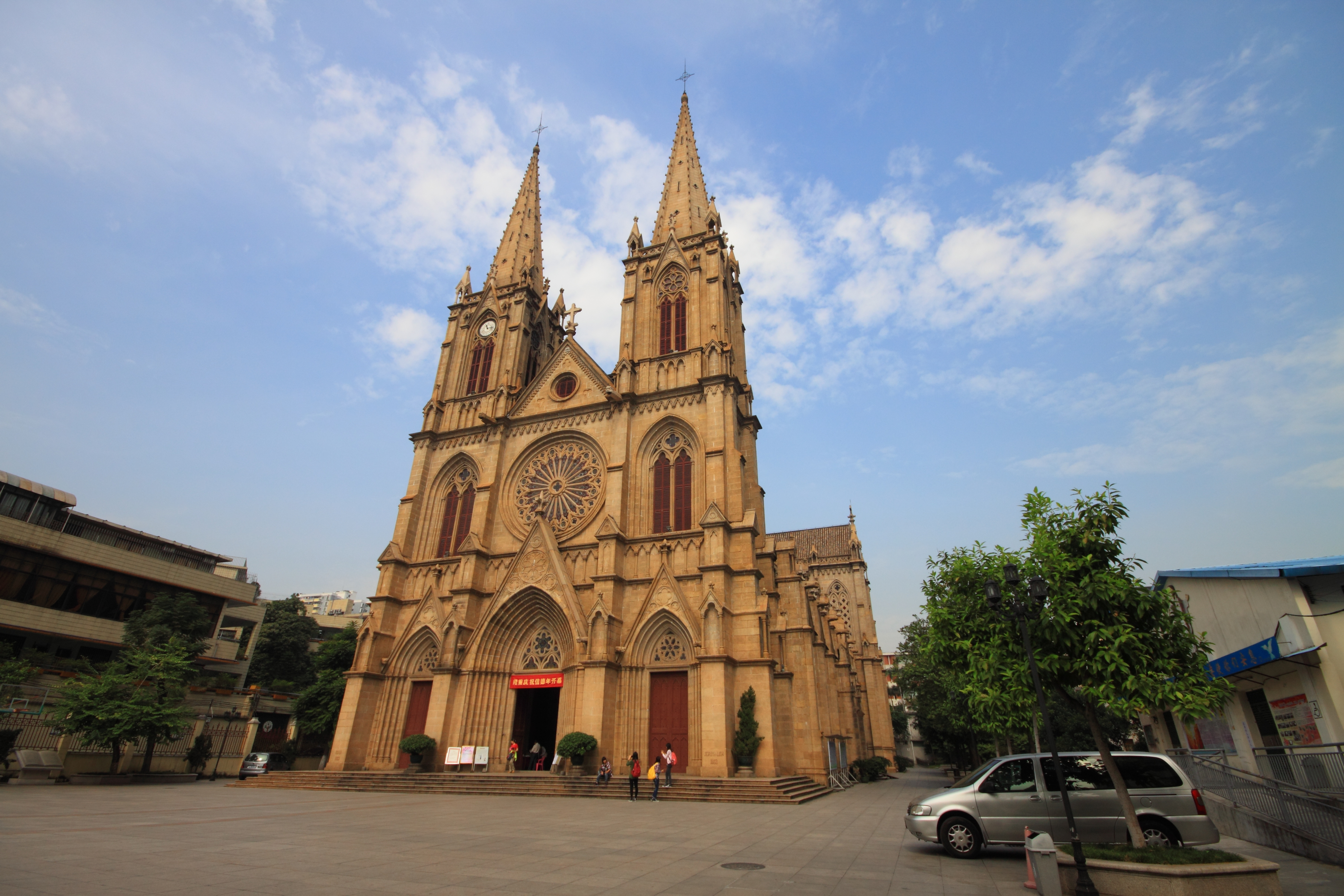
1888年建成的廣州石室教堂

另外，还有虎門炮台。

## 外部連結
- 香港地質的經濟價值

- 香港的石礦場[]
- 香港的石礦場發展
- 香港地質：四億年的旅程
- 馬鞍山風物誌：鞍山嵗月（页面存档备份，存于）
- 馬鞍山風物誌：礦業興衰（页面存档备份，存于）
- 馬鞍山石礦場-香港行山網（页面存档备份，存于）
- 新馬鞍山石礦場-香港行山網（页面存档备份，存于）
- 針山仁興礦場-香港行山網（页面存档备份，存于）
- 香港礦場地圖